# Parcul Copou

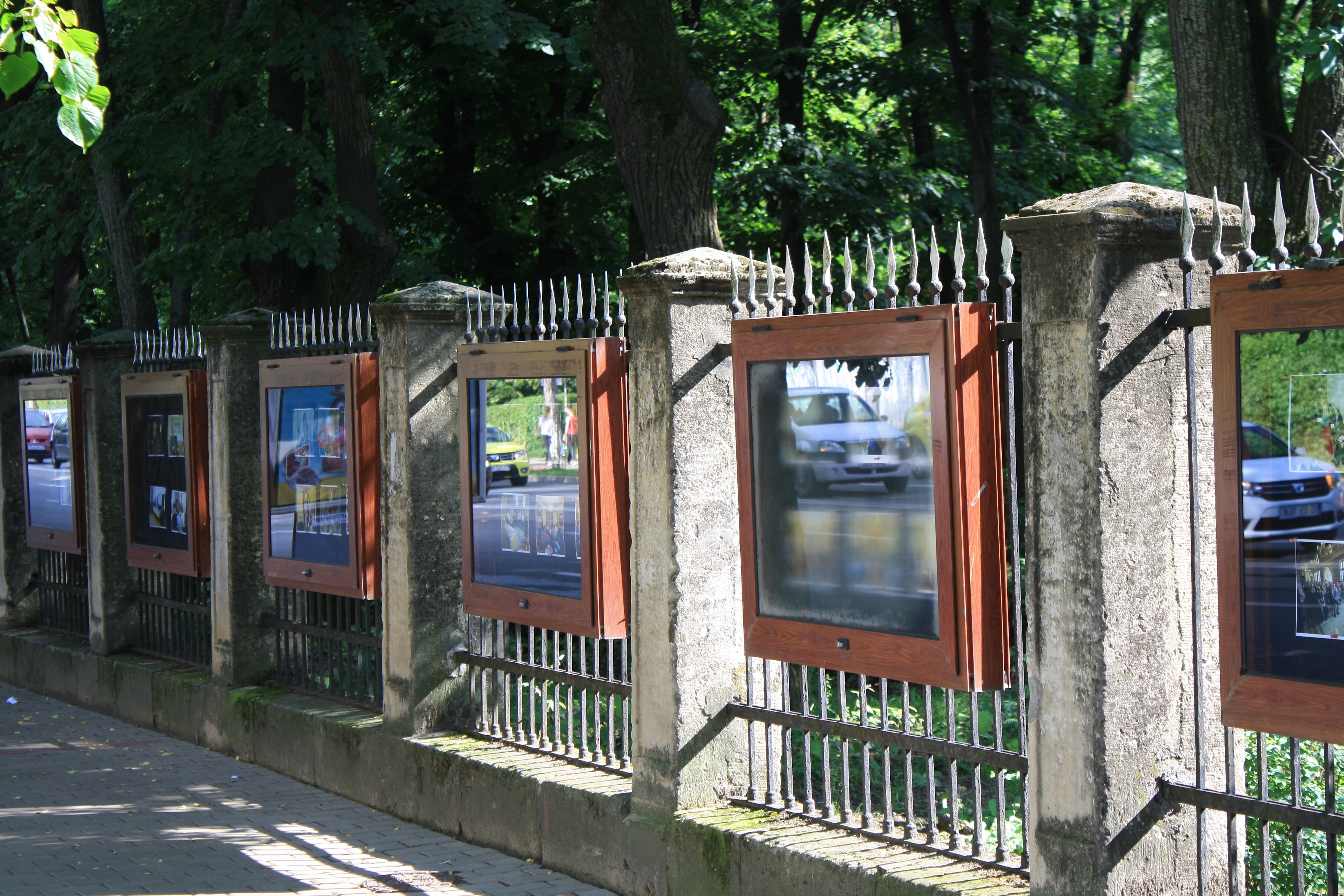
Limita parcului dinspre Bulevardul Carol I

Parcul Copou (sau Grădina Copou) este cel mai vechi parc din Iași, situat pe dealul Copoului, fiind cel mai mare parc urban din zona centrală și de nord a orașului.
Contribuind semnificativ la calitatea aerului și la menținerea biodiversității locale, vegetația sa este majoritar arboricolă, cu o compoziție peisagistică apreciată pentru frumusețe, echilibru și valoare ecoprotectivă. Fondul principal este compus din tei, frasin și arțar, complementat de prezența a trei tipuri de arbuști: forsiția, iasomia și liliacul. Peisajele specifice grădinii includ un triplu aliniament de tisă pe latura estică, o pădurice de molid la nord și aliniamente de chiparos californian și de Thuja gigantea de-a lungul parterului central. Vegetația sa constituie o zonă de habitat natural pentru diverse specii de animale, în special veverițe și păsări.
Parcul datează din prima jumătate a secolului al XIX-lea, amenajarea sa începând în anii 1833-1834 sub domnia lui Mihail Sturza. Situat într-o zonă ale cărei spații verzi deveniseră populare în rândul conducătorilor Moldovei încă din a doua jumătate a secolului al XVII-lea, parcul a trecut prin mai multe etape de dezvoltare, atingându-și maximul de suprafață (19 hectare) și potențial estetic spre sfârșitul secolului al XIX-lea.
În imaginarul colectiv parcul a devenit un loc simbolic și se întinde astăzi pe circa 10 hectare, bucurându-se de o compoziție peisagistică care a fost descrisă ca fiind unică în Moldova. În centrul parcului este situat unul dintre cele mai vechi monumente din istoria modernă a țării, Obeliscul cu lei, ridicat după planurile lui Gheorghe Asachi în cinstea domnitorului moldovean și a puterilor suzerane și protectoare sub a căror influență se aflau Principatele Române.
Grădina – dominată de tei ale căror flori sunt un simbol recurent în poezia eminesciană, găzduiește Teiul lui Eminescu și un muzeu închinat poetului. Parcul este prezent inclusiv în literatura contemporană și pune la dispoziția vizitatorilor o Casă de Cultură numită „Mihai Ursachi”. Mai multe busturi dedicate unor personalități ale culturii române străjuiesc aleile principale, iar parcul rămâne o destinație populară în rândul localnicilor și al turiștilor. O serie de activități culturale, printre care festivaluri de poezie, expoziții de fotografie și târguri meșteșugărești, sunt organizate anual aici.

## Date generale

### Încadrare
Se întinde pe o suprafață relativ rectangulară, însumând astăzi aproximativ 10 hectare. Este limitat la sud de aleea Copou, la est de bulevardul Carol I, la nord de strada Aurora și la vest de strada Macazului. Latura lungă (circa 400 m) dinspre bulevardul Carol I găzduiește intrarea principală, pe axul Monumentului Diviziei a II-a de Cavalerie. Există alte patru intrări secundare, două situate pe colțurile aferente laturii bulevardului Carol I (una dinspre Universitatea Alexandru Ioan Cuza și cealaltă dinspre Palatul Oștirii), alta pe latura vestică (dinspre strada Macazului) și ultima dinspre strada Aurorei. Imediat la sud de parc se găsește Turnul de parașutism din Iași.
Cu o suprafață de 10 hectare, Grădina Copou este cel mai mare parc urban din zona centrală și de nord a orașului, urmat de Parcul Expoziției (circa 5 hectare), acesta din urmă fiind situat la aproximativ 500 de metri distanță de-a lungul bulevardului Carol I (direcție nord-nord-vest, spre Stadionul Emil Alexandrescu). La circa 1 km nord-vest de parc se află Grădina Botanică din Iași, cea mai veche instituție de acest tip din țară.

### Elemente de arhitectură peisagistică
Arhitectura parcului este tratată în stil mixt, cuprinzând un parter central cu plecare dinspre intrarea principală și descărcare perpendiculară în piațeta centrală a parcului, unde se găsesc Obeliscul cu lei și Teiul lui Eminescu. Din axul principal se desprind numeroase alei tratate în stil peisagist englezesc liber, sinuoase și umbrite de copaci. În partea de sud-est există un ochi de apă secat care în trecut era decorat cu o punte orientală, între timp distrusă. În extremitatea nord-vestică a parcului se întâlnește un corp de sere didactice ale Palatului Copiilor din Iași. Gardul principal al incintei, cât și monumentul obeliscului, sunt construite din piatră de Șcheia.

Detalii
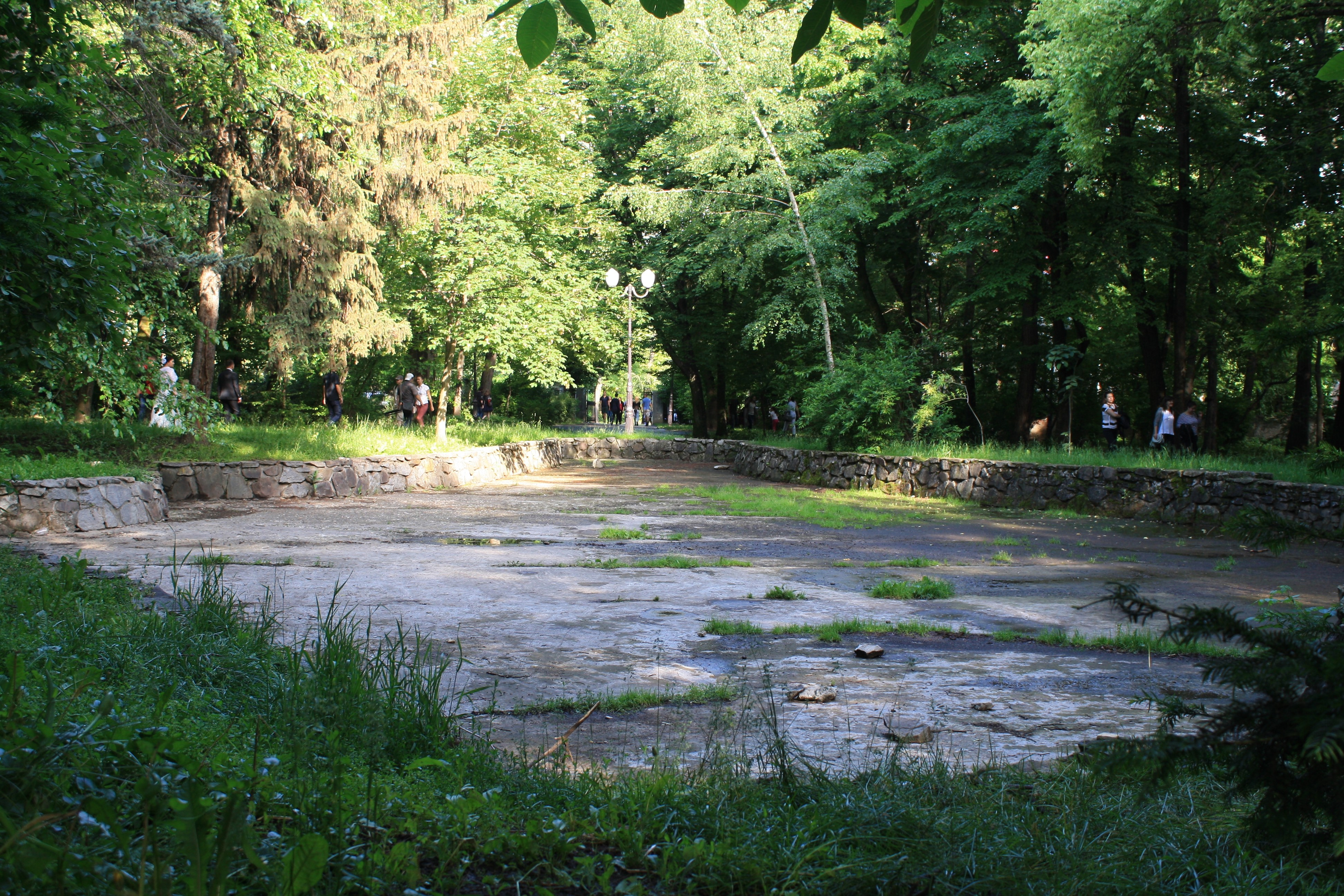
Ochiul de apă, acum secat
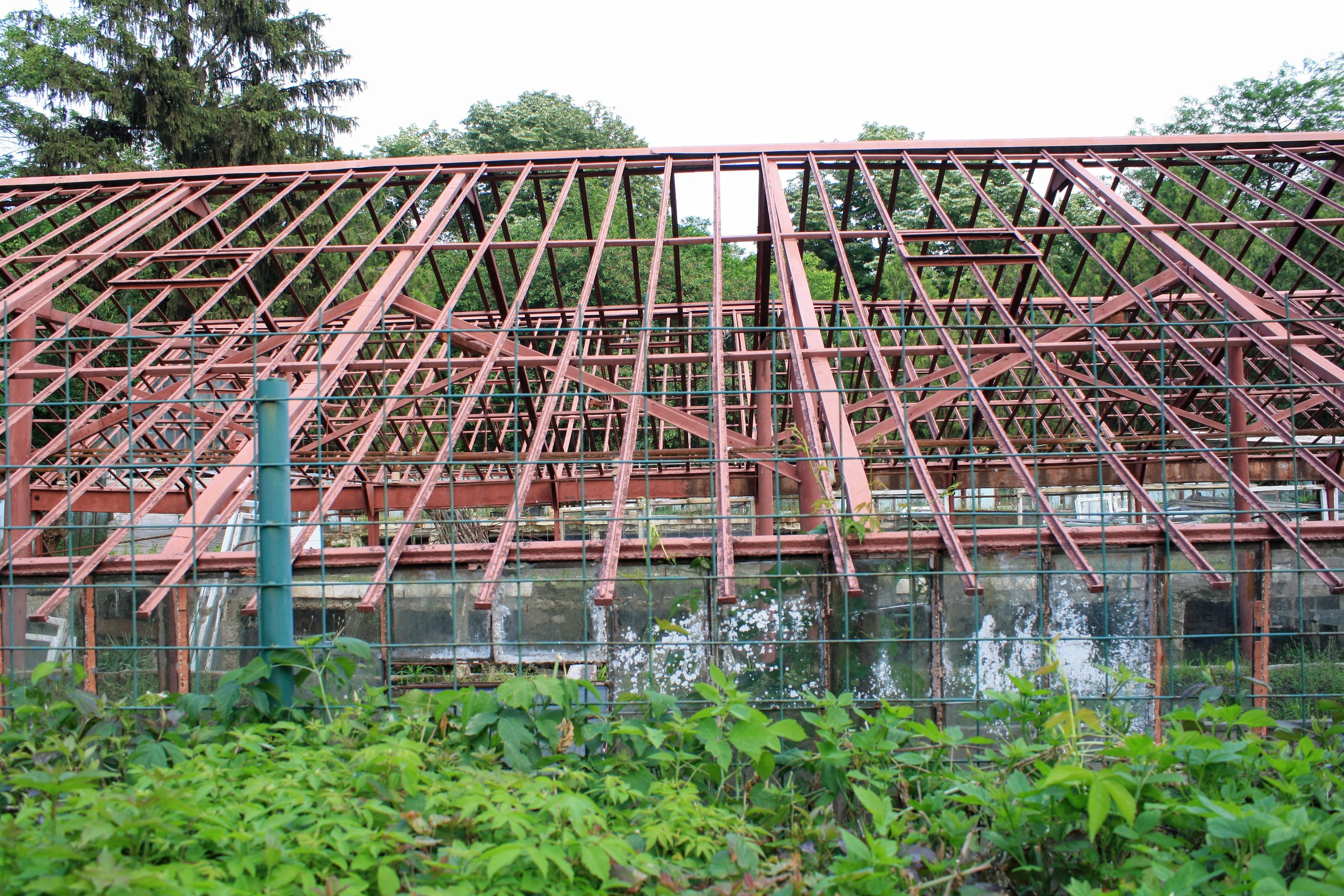
Sere didactice în Parcul Copou

Vegetația este majoritar arboricolă, cu un fond principal compus din triada Tilia tomentosa (tei) - Fraxinus angustifolia (frasin) - Acer platanoides (arțar), complementată de prezența unificatoare a trei tipuri de arbuști: forsiția, iasomia și liliacul. Această compoziție peisagistică a fost descrisă ca fiind „unică în Moldova și probabil în România”, fiind apreciată pentru frumusețe, echilibru și valoare ecoprotectivă.

### Dealul Copoului – geologie, pedologie
Dealul Copoului este situat la nord-nord-vest de centrul orașului Iași și face parte din relieful general al Platformei Moldovenești, conținând argile și nisipuri cu intercalații de calcare și gresii sarmatice, precum și depozite variate de argile, siltite, marne și nisipuri, ocazional intercalate cu grezocalcare și calcare. Solul parcului este cernoziomul cambic, acoperit cu un strat antropic bine reprezentat, secundar carbonatat. Textura generală este de lut argilos sau, în unele secțiuni, de lut. Orizonturile superioare ale solului au structura distrusă, datorită intervențiilor antropice, iar cele inferioare prezintă o structură poliedrică angulară în orizonturile mediane și masivă în cele inferioare. Solul mai conține acumulări toxice de crom, cupru, zinc, plumb și arsen (pragul de alertă), cu anumite depozite de zinc, plumb și arsen atingând pragul de intervenție. Aceste depozite toxice, atribuite în principal traficului, pesticidelor, poluării industriale și șantierelor de construcții, nu sunt considerate încă un pericol foarte grav la adresa sănătății publicului, deși ele se pretează unei supravegheri atente din partea autorităților.

### Acces, gestionare, pază

Intrările în Parcul Copou
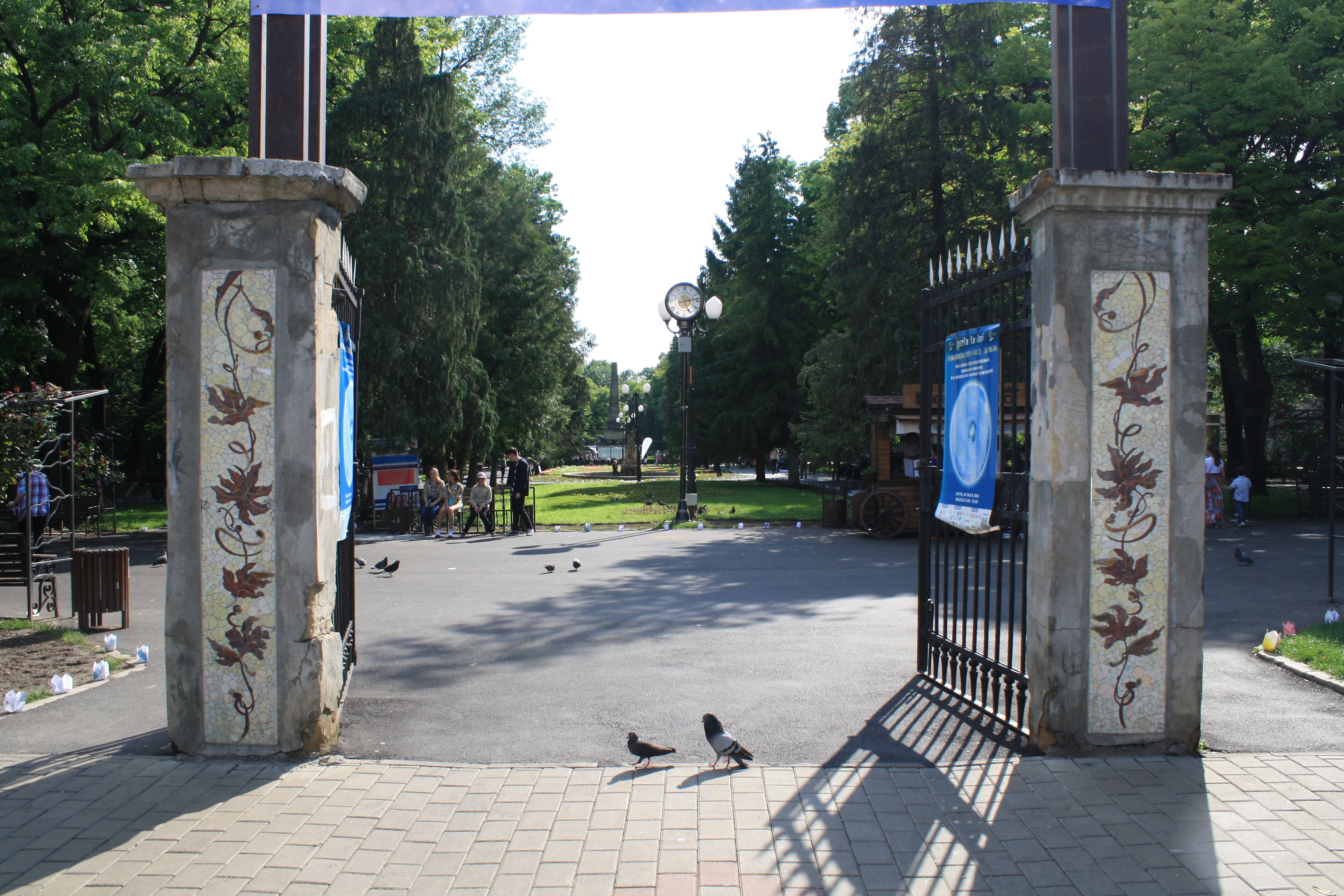
Intrarea principală
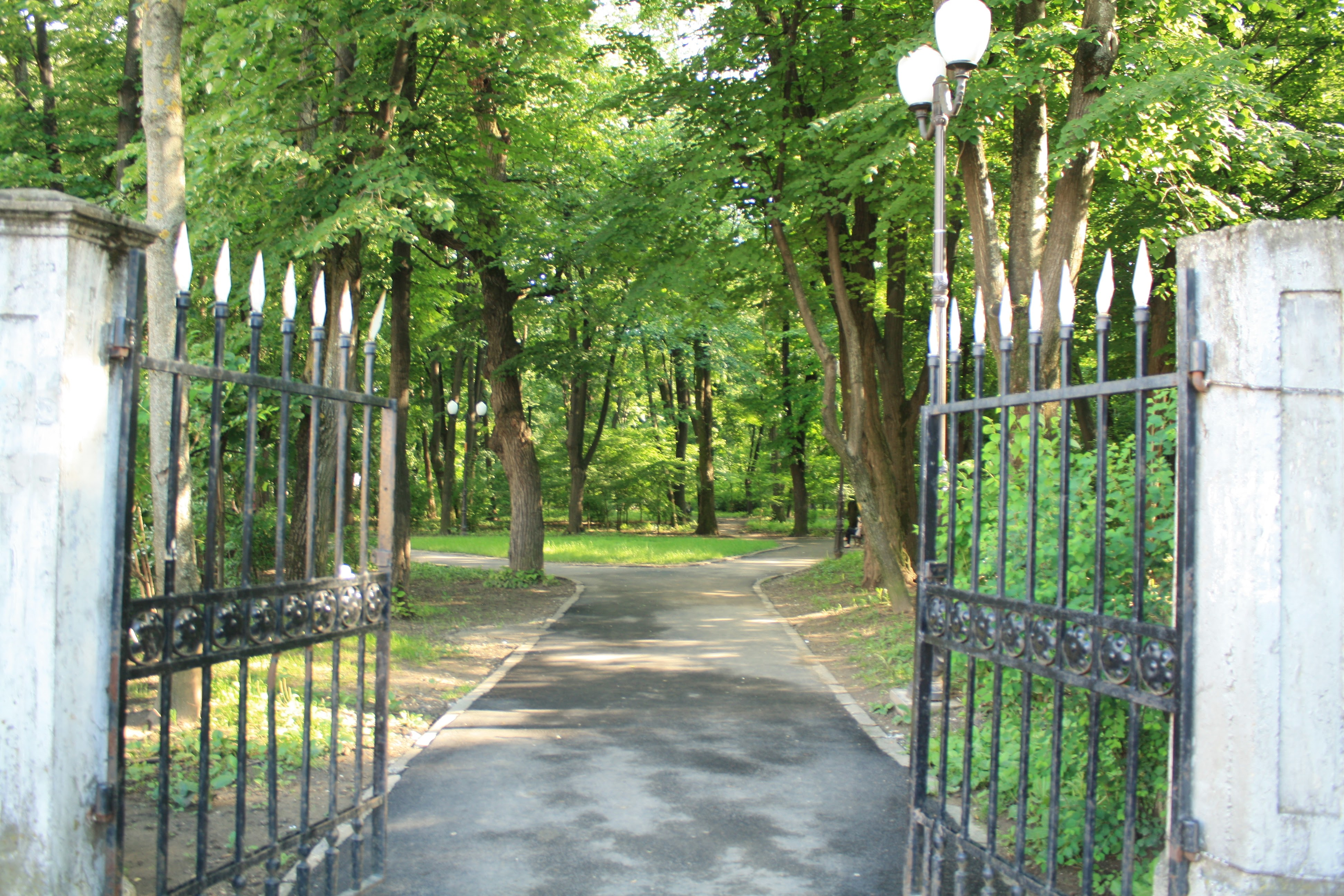
Intrarea dinspre Palatul Oștirii
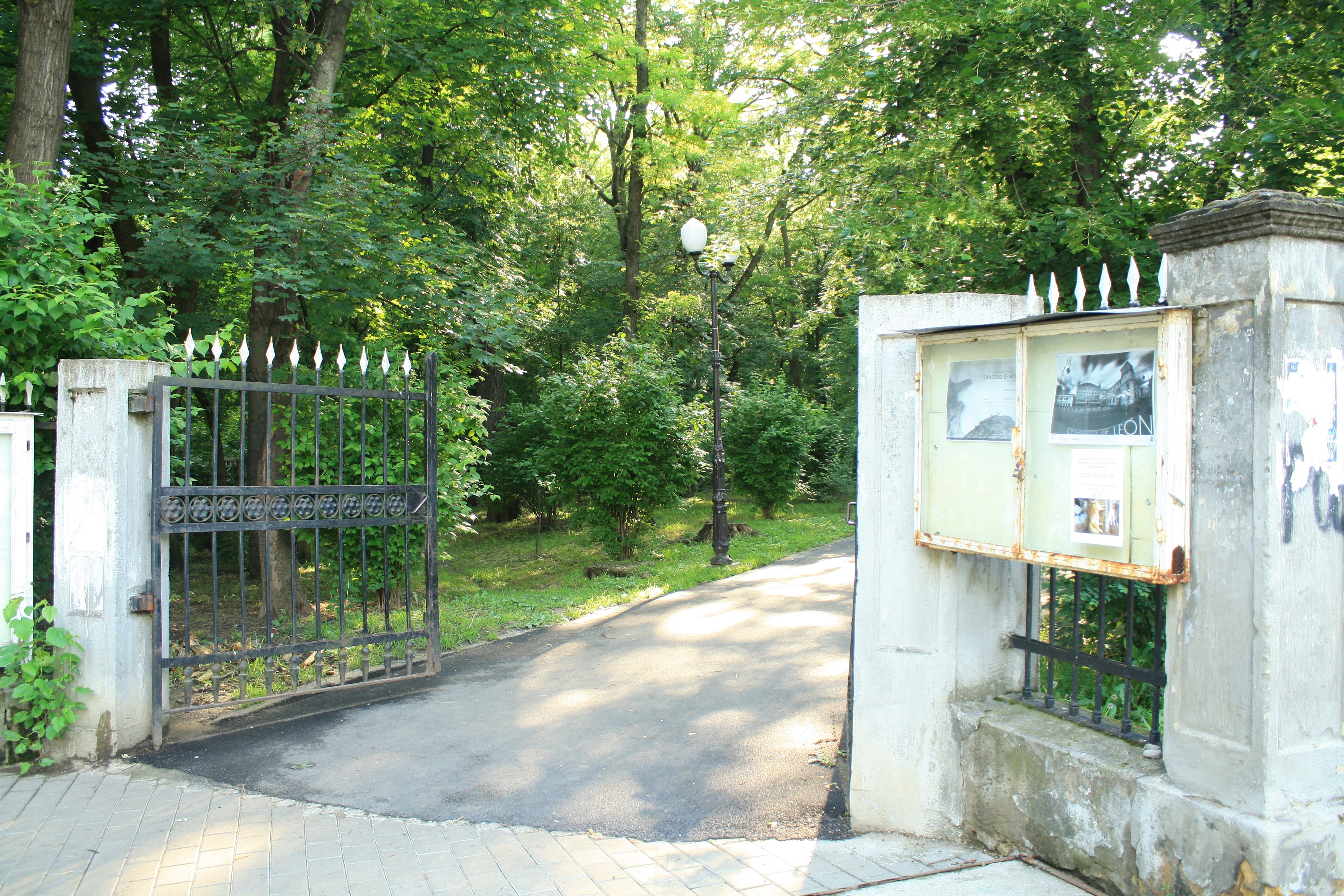
Intrarea dinspre universitate
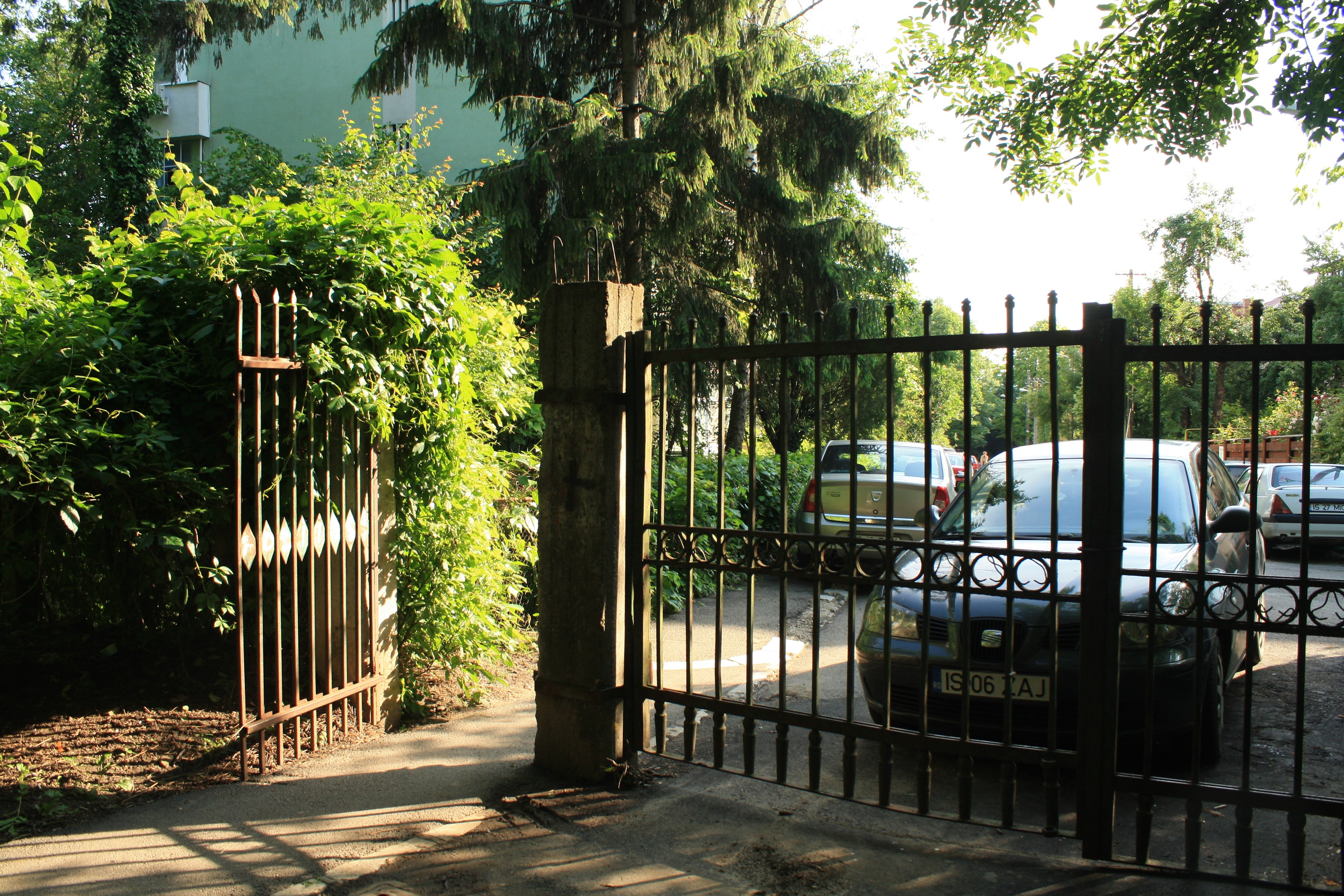
Intrarea dinspre strada Macazului
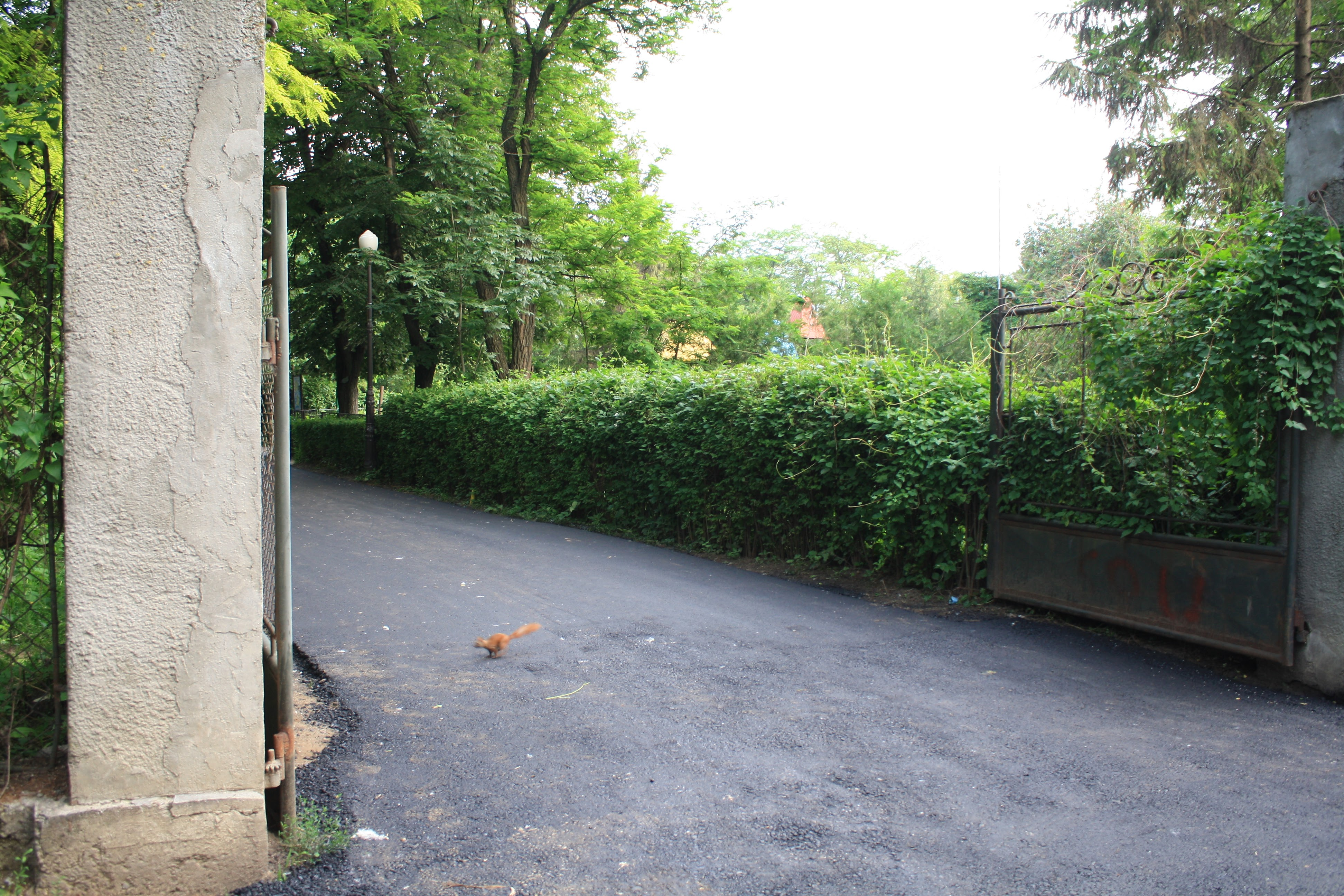
Intrarea dinspre strada Aurora

Accesul este deservit de transportul în comun prin tramvaie (traseele nr. 1, 8, 9 și 13) și autobuze (traseele nr. 28, 36, 42 și 52), la stația Triumf („Super Copou”).
Zona este gestionată de serviciile publice ale municipalității ieșene, prin firma „S.C. Servicii Publice Iași S.A” (fosta Direcție de Servicii Publice Municipale a Primăriei Iași) (secția „Spații Verzi”).
Paza este asigurată de Poliția Locală (Secția 2) și de gardienii publici ai Serviciul Public Județean de Pază și Protecție (obiectiv principal, Muzeul „Mihai Eminescu”).

## Istorie

### Stabilirea destinației și achiziția terenului

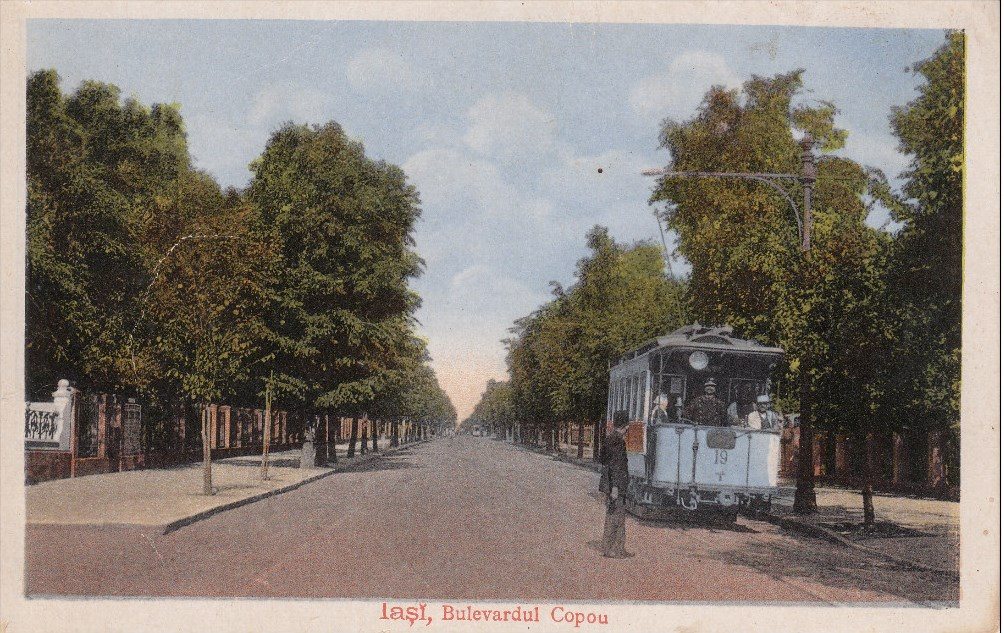
Dealul Copoului, Iași (imagine de epocă)

Zona deluroasă a Copoului era o destinație de plimbare și recreere pentru boierii și negustorii din Iași încă din a doua jumătate a secolului al XVII-lea, existând mențiuni istorice că în această perioadă zona era frecventată de domnitori precum Nicolae Mavrocordat, Mihai Racoviță sau Grigore Ghica. În 1752 Matei Ghica „a ridicat un foișor desfătător și măreț în locul numit Copou, lângă Iași, pentru a se recrea după numeroasele sale preocupări”.
Ulterior, în primele decenii ale secolului al XIX-lea, mărturiile vizitatorilor Iașiului indică faptul că orașul era plin de grădini superbe. Aceste proprietăți erau însă private și accesibile în general unui cerc restrâns de apropiați ai proprietarilor. Spre mijlocul secolului se observă o tendință de amenajare a unor spații verzi publice, a căror întreținere cădea, în virtutea noilor reglementări ale Regulamentului Organic, în sarcina municipalității: „spre înfrumusețarea capitalii, spre sănătate și plăcere lăcuitorilor ei, să va face în mijlocul orașului o publică primplare, pe un loc cumpărat de eforie sau luat cu bezmăn vecinic. Afară de acesta, să va așeza o grădină publică într‐un loc cu apropiere de oraș”. În același timp, conotațiile pur estetice ale „grădinii-scenă”, inspirate după modelul baroc, începuseră în această perioadă să se combine cu nuanțele de refugiu și relaxare legate de modelul peisagist englez. O astfel de zonă mixtă de promenadă avea să ajungă treptat și Grădina Copou.[A]
În secolul al XIX-lea drumul care urca spre dealul Copoului era cunoscut ca „Podul Verde”, el cuprinzând vii, grădini și livezi întrerupte ocazional de acoperișurile conacelor boierești: „toate casele din dreapta și din stânga străzii ... erau proprietăți de ale Ghiculeștilor, Bălsăștilor, Sturdzeștilor, Catargieștilor și fiecare din acestea mișuna de lume”.

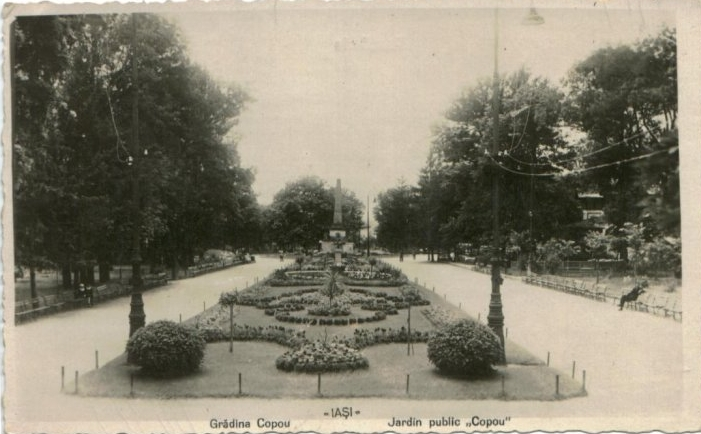
Parterul central (imagine de arhivă)

La 26 octombrie 1834 se propunea ca la Copou să se „înalțe un monument spre aducere aminte de ziua de 26 august (1834)”, marcând inaugurarea lui Mihail Sturza ca domn al Moldovei. Deși inițiativa exista în planurile Eforiei Iași încă din 1833, hotărârea oficială de a înființa o grădină publică în Copou o ia Mihail Sturza, motivat inclusiv de observația că „toate trăsurile ieșea la preumblare pe câmpul acela ... (cu) o pădurice sălbatică”, lipsit însă de un „loc de petrecere, sau de umbrit împotriva soarelui de vară”. Astfel, domnitorul a solicitat Eforiei Iași să „privegheze asupra ei și s-o împodobească cu toate cele de trebuință spre mulțămirea orășenilor”. La 23 aprilie 1835, în urma discuțiilor între municipalitate și Biserica Catolică, aceasta din urmă a donat Eforiei Iași un teren în suprafață de 142 stânjeni (circa 11.700 m²), pentru a înființa o grădină publică „în capătul lărgimii din sus dinspre Copou”.[B] Deoarece această suprafață era prea mică pentru a deveni un parc și profitând de faptul că terenurile învecinate nu erau împrejmuite sau cultivate, administrația locală a întocmit planurile grădinii și a început acțiunile de împrejmuire fără a consulta ceilalți proprietari din zonă; aceștia erau persoane precum Ralu Moruzzi (născută Mavrocordat), Vasile Anghel, V. Iamandi și Toma Bantăș. În urma unui proces inițiat în 1845, municipalitatea ajunge într-un final să cumpere suprafețele de pământ de la proprietarii în speță. Ulterior, la 25 februarie 1849, Ralu Moruzzi a vândut municipalității, cu suma de 1.200 de galbeni, un teren învecinat de circa 45.500 m², pentru ca trei ani mai târziu să fie preluată o altă parcelă de circa 13 fălci (aproximativ 18,59 hectare – 185.900 m²) din proprietatea Mănăstirii Trei Ierarhi.
În februarie 1852 suprafața totală a terenului atribuit Parcului Copou de Eforia Iași se ridica la circa 38.500 „stânjeni cvadrați”, sau 190.173 m² (circa 19 hectare).

### Lucrările de amenajare a parcului

#### Secolul al XIX-lea

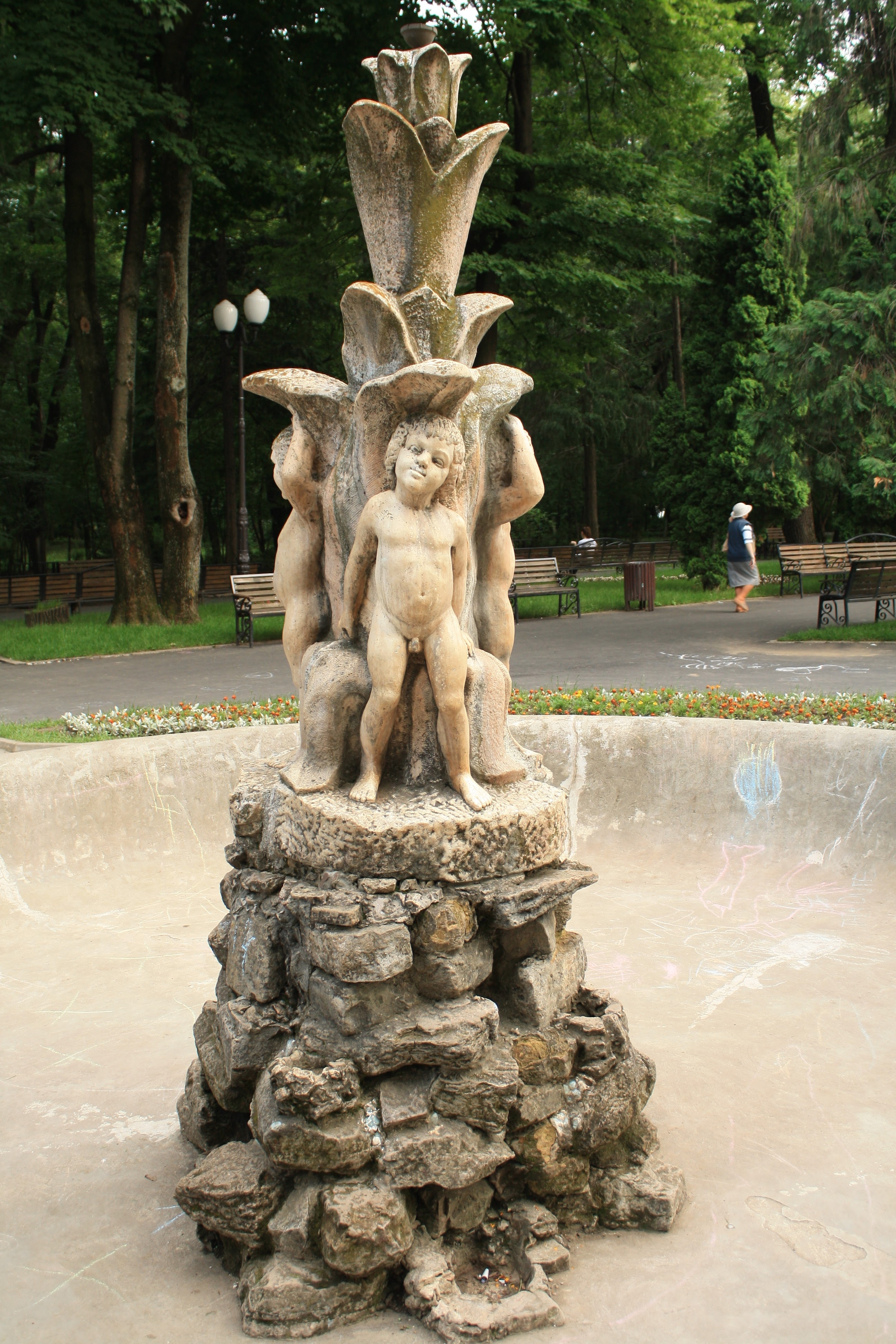
Fântână cu statuete de marmură (parterul central)

La 8 noiembrie 1834 s-a pus piatra de temelie a Obeliscului cu lei, monument a cărui finalizare i-a fost încredințată lui Gheorghe Asachi. Acesta din urmă ar fi întâlnit aici „un tei cu o coroană rotată superbă, dar care nu se încadra în axa centrală a parcului. Dar datorită frumuseții lui, a fost menținut, iar în perioada în care Eminescu și-a desfășurat activitatea la Iași ... la umbra teiului, ieșenii îl întâlneau frecvent pe marele nostru poet. .... După plecarea lui la București, ieșenii au botezat acest tei Teiul lui Eminescu”. [C]
În ianuarie 1835 Eforia Iași a încheiat un contract pe 15 ani cu antreprenorul Neculai Privileghie. Acesta se angaja „a face Grădină Publică la Copou pe locul unde se află făcut pavilionul la prilejul întronării și pe cât se găsăști astăzi încongiurată cu șanț această grădină”. Printre îndatoririle administratorului erau incluse angajarea a doi grădinari (un „grădinariu” și un „suptgrădinariu”), construirea unui pavilion de cărămidă cu temelie de piatră, alte două pavilioane de lemn, chioșcuri cu „lavițălele lor trebuitoare”, pietruirea drumurilor cu „pietricele de apă curgătoari, și cu nâsâp roșu”, precum și udarea ocazională a șoselii din drumul Copoului „încât să nu să poată râdica colbul”. De asemenea, Privileghie se angaja să înconjoare laturile dinspre est, sud și nord ale grădinii cu „parmaclâcuri de lemn pe temelie de piatră, iar spre apus fiind dos va rămâne cu șanțu, care să vor începi a să faci de la viitorul 1836”. În 1836 Eforia Iași finanța, într-un final, o serie de amenajări peisagistice, solicitând din partea ispravnicului de Suceava punerea la dispoziție a 5.000 de puieți de brad și 5.000 de puieți de mesteacăn.
Karl Otto Ludwig von Arnim, turist ajuns la Iași în același an, observa deja pe dealul Copoului „o grădină publică, un stabiliment foarte cochet ... (unde) poți găsi răcoritoare de tot felul, iar, în anumite zile, ca urmare a încuviințării date de domnitor poți asculta orchestra sa militară, formată numai din băștinași aflați sub conducerea unui capelmaistru neamț”. Vizitatorul descrie și câțiva boieri care frecventau parcul „în portul lor național, care devenea tot mai rar atunci”, și anume un veșmânt compus dintr‐o „haină lungă și largă de mătase și cu o căciulă înaltă”, cu alte cuvinte anteriul și ișlicul turco‐fanariot.
În ianuarie 1837 primul audit al lucrărilor executate în Copou au indicat rezultate nesatisfăcătoare: aleile nu fuseseră pietruite, nu se construise aproape nimic, iar numeroși copaci erau rupți sau furați. În toamna aceluiași an, se constată finalizarea unei fântâni, începerea unei a doua, precum și plantarea și prinderea a 844 arbori mici și 756 arbori mari. La 17 noiembrie 1838 inginerul Iosef Raschek, contractat de către administratorul grădinii pentru dezvoltarea parcului, a semnat un tabel înregistrând metrajul de parmaclâc (gard) care înconjura terenul la acea dată.
În martie 1839 administratorul Privileghie a reziliat contractul cu municipalitatea, fiind înlocuit cu serdarul Vraghie. Acesta a constatat că în afară de două fântâni parțial finalizate (fără îngrădire), alte construcții nu fuseseră ridicate. De asemenea, erau plantați arbori doar pe jumătate din suprafața grădinii, iar gardul era incomplet.
Începând cu anul 1840 s-a lansat un program muzical bisăptămânal (muzică militară), iar parcul a intrat într-o etapă de dezvoltare mai accelerată. În 1841, Wilhelm Rach („Racu” în grafia și pronunția românească din acea vreme) l-a înlocuit pe Franz Richter ca grădinar-șef, poziție pe care o va păstra o vreme considerabilă, fiind considerat de istorici unul dintre grădinarii de renume ai grădinii. În 1845, grecul Timofti Leopol a construit aici un chioșc în valoare de 200 de galbeni, solicitând la 25 mai 1846 o prelungire a contractului de vânzare a produselor, invocând faptul că încă nu și-a recuperat valoarea investiției. Nikolai Karlovici Giers, viitor ministru de externe rus, remarca și el în același an adunarea „cetățenilor” la Copou, precum și fanfara militară, caleștile boierilor, care fumau pipe, dar și tineri alături de doamne elegante, despre care notează că se fardau excesiv („mult sulemenite”).

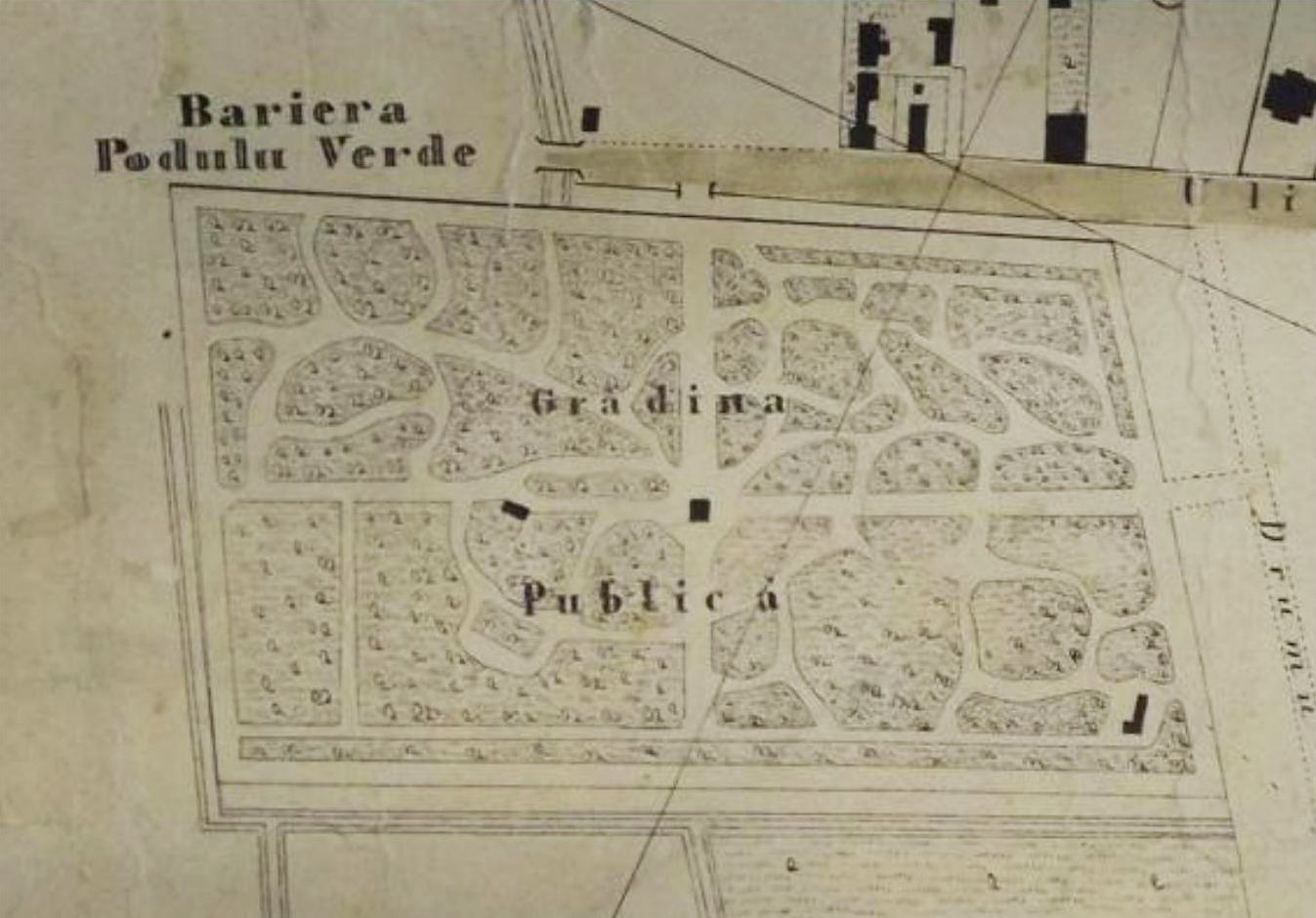
Planurile pentru Parcul Copou (1857)

La 6 septembrie 1846 grădinarul parcului solicita 5.500 de arbori, dintre care 400 de tei, 300 de plopi (ambele soiuri la o înălțime de circa 4,5 m), 200 de carpeni, 200 de ulmi, 300 de paltini, 400 de jugaștri, 400 dealuni, 400 de bucăți de lemn câinesc, 100 de călini, 300 de sângeri, 100 de stejari (cu o lungime de șase palme), 100 de clocotici (sunătoare), 300 de cireși, 300 de dârmoji, 100 de frasini, 200 de soci, 100 de fagi, 100 de iove (o varietate de salcie), 400 de mălini, 500 de trandafiri sălbatici, 500 de bucăți de tamariscă (cătină), alături de meri,peri și vișini sălbatici. Același raport indica faptul că aceste plante pot fi găsite în zone împădurite de pe malurile Putnei, ale Bistriții, cât și în apropierea moșiei Mărășeștilor.
Din 1847 s-a început organizarea destul de frecventă în Grădina Copou a diverse reprezentații, jocuri de societate, dar și a impresionante spectacole de artificii, precum cele efectuate de frații Smolnițki (14 august 1847) sau de artificierul Karl Andres (2 mai 1848).
La 15 aprilie 1848 arhitectul orașului M. Niciman a semnalat nevoia de a repara și consolida gardurile din interiorul parcului, înaintând un deviz de 5.432 lei care includea cheltuieli pentru cărămizi, var și nisip, precum și pentru lemnele necesare construirii a două porți, dintre care una în fața monumentului. Din lipsă de fonduri, lucrările nu s-au executat. În septembrie 1849 Departamentul Lucrărilor Publice constata că dezvoltarea parcului continuă să fie deficitară: zona încă nu era împrejmuită, iar arborii nu fuseseră plantați, motive pentru care localnicii începuseră să folosească zona pentru pășunatul animalelor. Aceste evenimente au determinat municipalitatea să solicite o împrejmuire temporară, urmând să aloce fonduri pentru construirea unui gard adecvat.
În ianuarie 1850 Wilhelm Rach menționa nevoile de însămânțare de primăvară ale grădinii: 600 de trandafiri din soiul cultivat la Dulcești (ținutul Romanului), 200 de trandafiri franțuzești, 400 de lilieci, gherghine, garoafe turcești, și altele, în total 1508 exemplare. În 1851 s-a finalizat în incinta parcului o „florărie” (seră), cu scopul conservării florilor și pentru „osebite răsaduri”. Tot acum s-a construit în parc un carusel cu cai de lemn (operă a lui „Cranțelberg”, mai exact austriacul Adolf Kranzberger) și un bufet de lemn. Un an mai târziu afacerea a fost preluată de căminarul Vasile Gafencu, care a constatat că în jurul bufetului este multă „necurățenie” și a solicitat o aprobare pentru a construi un bufet de cărămidă.
În 1852 domnitorul Grigore Ghica a împrejmuit parțial terenul cu un grilaj de fier. În același an s-au aprobat 526 lei și 16 parale pentru plantarea de flori (o sumă importantă la acea vreme), ridicându-se în parc un „bufet de cofetărie” și un pavilion muzical. Grădinarul Wilhelm Rach a solicitat în plus 2.000 de butași de trandafir și 2.000 de arbuști de liliac. Totodată, aleile au fost îndreptate „după un plan mai nou”, întemeindu-se și bulevardul sau „gradina de copaci pe podișul Copoului”. De asemenea, „drumul tuturor trăsurilor boierești ce se duc la vii vara” a fost îndreptat, căci „mai înainte împănau câmpul întreg și făceau o pulbere nesuferită cât era primblarea, de nu se putea răsufla de colb”. În ciuda acestor eforturi, incidentele legate de furt au continuat, iar la 1 noiembrie 1852 se arată că înșiși soldații care patrulează în Copou iau lemne din gardul parcului și le folosesc pentru foc, fapt care permitea ulterior vitelor să pătrundă în zonă și să distrugă noile plantații de arbori. Deși municipalitatea a angajat un paznic, incidentele au continuat, iar surugii poștei din Copou, precum și oamenii din satul Podgoria Copou, au continuat să sustragă în timpul nopții „leațuri sau nuiele din gard”.

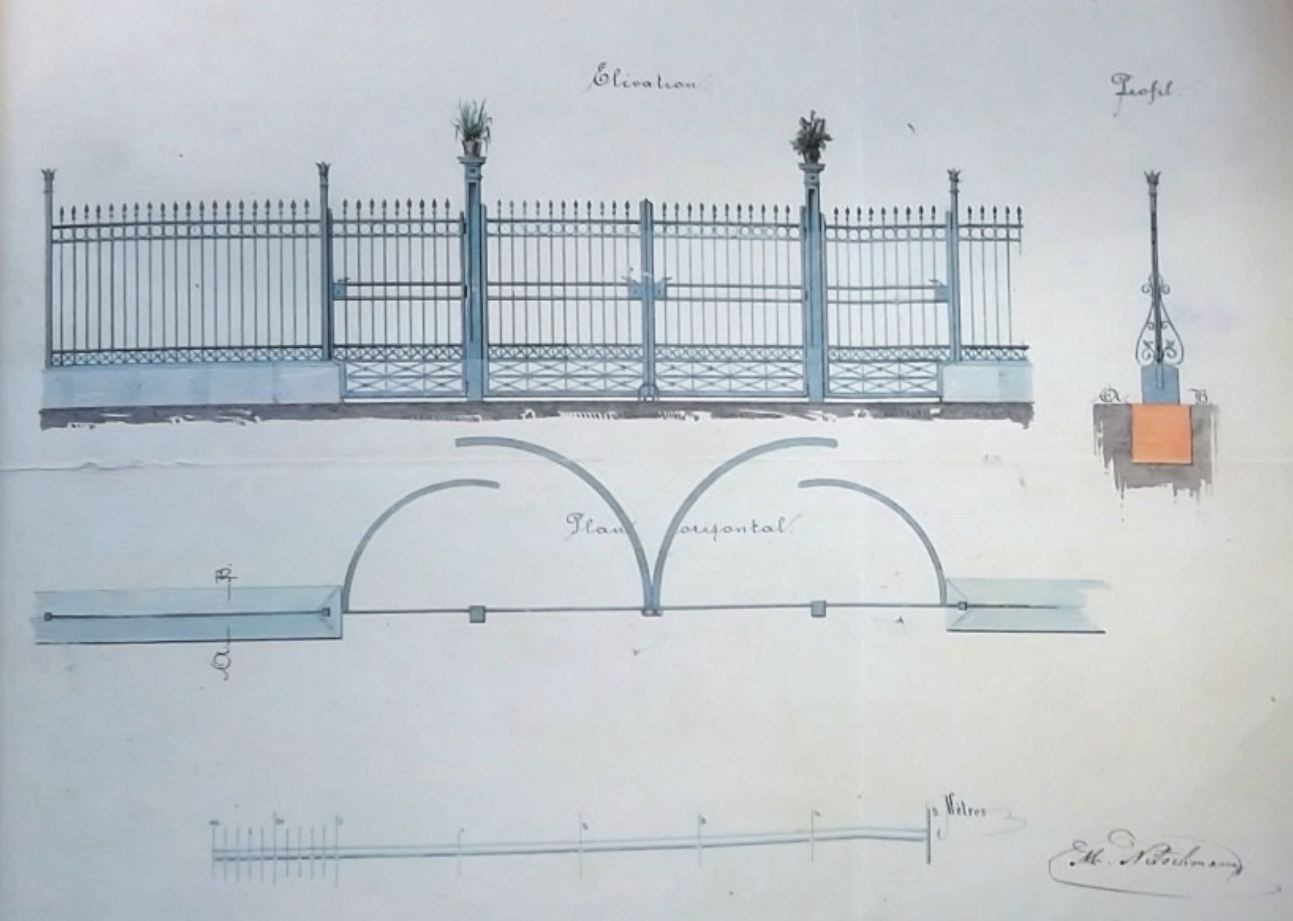
Proiect pentru grilajul parcului (1850)

În august 1852 Alecu Russo, director al Departamentul Lucrărilor Publice, a continuat noua serie de plantări începute în acel an, solicitând în plus circa 8.000 de arbuști de ulm, cireș, paltin, jugastru, carpen, alun, corn, alături de 1.400 de arbori mari. În această perioadă, parcul devenise deja o locație populară, unde „se adunau toate clasele capitalei spre plăcută petrecere, în mijlocul frumuseții naturii și a armoniei produse de banda (fanfara) militară”. În același an s-a extins zona de promenadă în continuarea unei grădini învecinate (Grădina Aleilor), care devenise neîncăpătoare, mai ales pentru vizitatorii care veneau călare sau în trăsuri; noua zonă includea o pantă lină de jumătate de kilometru, care treptat s-a extins până în afara orașului. Municipalitatea a dispus plantarea de plante decorative la fiecare 50 de metri, iar pietonii aveau la dispoziție un drum șerpuitor printre diverse grupuri de flori. Totodată, întoarcerile trăsurilor au fost facilitate prin proiectarea unor spații circulare dedicate acestui scop.
În 1854 grădinarul Rach a solicitat municipalității 10 oameni pentru a-l ajuta la adunarea frunzele de pe alei, curățarea fântânii și plantarea copacilor. În același an, șeful poliției a interzis fumatul de țigări și ciubuce (pipe) în parc, atenționări care au fost publicate în românește, franceză și rusă pe două tăblițe de lemn la intrarea în grădină.
La 30 martie 1855 Rach a propus Departamentului Lucrărilor Publice să mute locația fanfarei militare, „căci din înghesuiala oamenilor adunați să sfarmă și să strică stâlpii și lanțul monumentului”. Administratorul mai solicită repararea canapelelor de lemn, consolidarea și repararea aleilor cu prund și nisip, repararea fântânilor și a monumentului. În același an s-a remarcat că teii din parc erau deja mari, motiv pentru care statul major al armatei a solicitat Departamentul Lucrărilor Publice permisiunea de a recolta florile de tei pentru nevoile spitalelor militare. Problemele legate de furtul gardului persistă, în martie 1855 fiind aprobat un deviz pentru refacerea lui folosind 337 de scânduri și 500 de parmaclâcuri provenite din fondul forestier bisericesc.
La 26 august 1856 s-au solicitat alți 8.800 de arbori pentru plantat și 8.000 de exemplare mai mici pentru pepinieră; dintre arborii mari se menționează 450 de ulmi, 450 de paltini, 200 de cireși, 200 de tei și 100 de jugaștri. Exemplarele mai mici erau 400 de tei, 600 de paltini, 600 de jugaștri, 600 de cireși, 600 de ulmi, 400 de aluni, 400 de carpeni, 300 de călini, 400 de corni, 200 de dârmoji, 400 de clocotici, 500 de sângeri, 300 de pădureți, 200 de plopi, 200 de soci, 200 de mălini și 1.500 de bucăți de lemn câinesc. Întreaga comandă urma să fie adusă „din pădurile clerului cele mai apropiate”.
În 1860 ministrul de interne Mihail Kogalniceanu a dispus pentru prima dată luminarea parcului cu felinare („fânare”), licitație câștigată în vară și finalizată în august de Simon Iosipovici, care a fost îndrumat să folosească stâlpi și felinare similare cu cele de pe străzile orașului. Iluminatul parcului a determinat municipalitatea să solicite comandantului garnizoanei Iași să stabilească programul muzical de la 18:00 la 20:30. Deoarece conducerea garnizoanei a afirmat că vizitatorii tind să părăsească parcul după ora 19:00, programul a rămas stabilit între orele 16:00 și 19:00. În același an s-a amenajat un loc special pentru adăpostirea în parc a trei căprioare sălbatice, oferite de soția domnitorului, Elena Cuza.

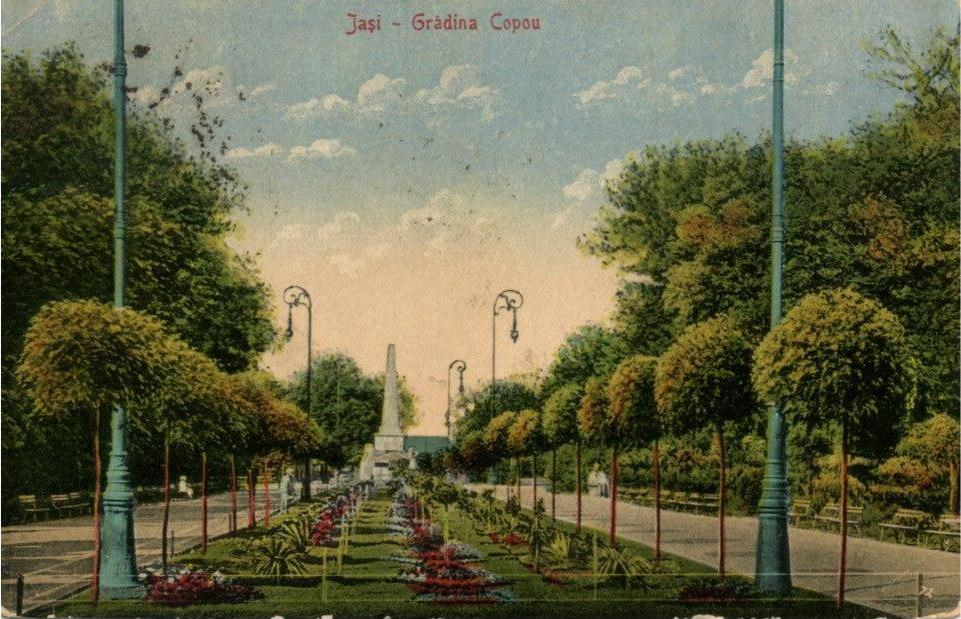
Parcul la cumpăna dintre secolele XIX-XX

După Unirea Principatelor Române s-au executat în 1863 reparații capitale asupra monumentului central, celor două fântâni, serelor și locuinței paznicului. Arhitectul orașului, Carl Cugler, s-a ocupat personal de proiectul refacerii Obeliscului cu Lei, insistând a se realiza „un lucru mai trainic și mai solid spre a nu fi de nevoie a să face în tot anul câte o reparație așa de costisitoare”. Obeliscul a fost curățat și vopsit în mai multe straturi cu diverse tipuri de culori, vopseaua fiind aplicată fierbinte pe toate suprafețele exceptând scările „și apoi de trei ori cu coloriul de oloiu în flore de piatră de marmoră, afară numai de înscrisurile, care se vor auri și a lanțurilor de fier, care se vor da cu coloriul de oloiu în flore de bronz”. Execuția reparației a fost încredințată antreprenorului evreu Bercu Șainberg.
În 1864 inventarul serelor din Copou cuprindea diverse specii de flori și plante, multe dintre ele exotice și de seră; un an mai târziu Wilhelm Rach primea o ofertă de vânzare de flori din partea Nataliei Cantacuzino, soția lui Iancu Cantacuzino, și înainta lista plantelor, care cuprindea denumirile lor științifice, spre aprobarea cumpărării. O altă listă în „dialectul german”, cu arbori, plante și prețurile lor, era destinată Grădinii Aleilor, din apropierea parcului.
În 1868 noul grădinar-șef al orașului, Pierre Dieudonné, a comandat de la Paris, de la firma Jacquin Jeune, semințe de gazon. În iunie 1869 s-a făcut recepția a 30 de felinare și stâlpi noi, după modelul celor din Iași, montajul fiind efectuat de Irimia Haimovici. În 1875 s-au solicitat fonduri pentru a repara zăplazul (gardul de uluci) furat de soldații încazarmați în Copou. Tot atunci s-au plantat pe bulevardul Copou circa 700 de tei aduși din pădurea Bârnova și au fost cumpărate 500 de ghivece pentru florile parcului și pentru grădina primăriei, plus trei ciubere mari pentru portocalii din Copou.
În decembrie 1884 a fost luată în primire o nouă seră de 18 m lungime, 16 m lățime și 5 m înălțime. Construcția era dotată cu stelaje pentru flori, adăpostea opt ciubere cu alămâi, precum și o plantație tânără de trandafiri. Atât primarul Leon Negruzzi, cât și Vasile Pogor în anii 1888 și 1889 menționează florăria cea nouă ca un proiect de succes al municipalității. În prezent, clădirea degradată a vechii florării este înconjurată de sere mai noi, ele însele degradate și trecute oficial în administrația Palatului Copiilor din Iași, situație descrisă de un istoric ca „jenant(ă) pentru capacitatea managerială actuală la Iași”.
În 1890 a fost construit sub primariatul lui Vasile Pogor un nou bufet în parc, clădire de lemn în stil austriac. Aceasta a supraviețuit sub aceeași destinație până în 1989, când a fost demolată și înlocuită de edificiul modernist al Muzeului „Mihai Eminescu”.
Spre sfârșitul secolului, parcul era îngrijit frecvent, băncile vopsite regulat, iar florile protejate iarna în sere. Aleile erau ample, permițând intrările inclusiv cu trăsura. Au fost, de asemenea, construite alei întortocheate și înguste, după modelul britanic, care erau frecventate de îndrăgostiți și de persoane mai solitare.

#### Secolul al XX-lea

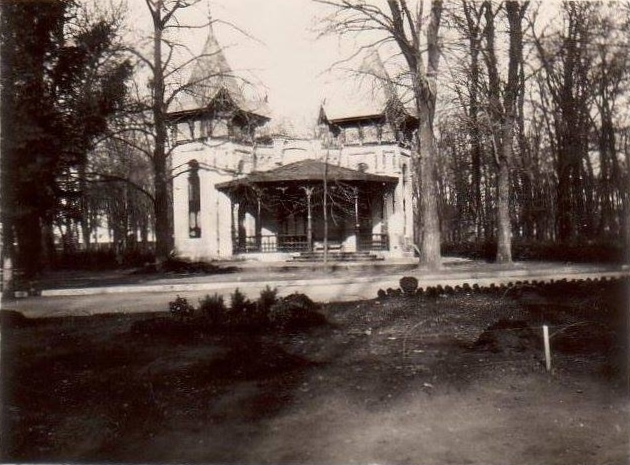
Pavilion în Parcul Copou (imagine de arhiva) (demolat în comunism și înlocuit de clădirea modernistă a Muzeului „Mihai Eminescu”)

În 1904 s-a înregistrat o schiță pentru un nou plan de asfaltare, iar în luna mai a aceluiași an Rudolf Grabovieschi trimitea trei specii de brad (230 de exemplare) pentru a fi plantați în parc.
În 1906 școala de arte și meserii a onorat o comandă pentru parc de 8 coloane de fontă, iar anul următor au avut loc lucrări de modernizare a mobilierului și reparații ale gardului (850 metri).S-au mai instalat 178 de bănci de fontă, produse de meșterul Luca Bogdan din Iași. Tot atunci, la inițiativa primarului Gheorghe Lascăr și pe baza planurilor întocmite de inginerul Vârlănescu, pe axul central de la poarta de intrare în parc s-au realizat două alei, în locul celei singulare existente anterior. A continuat și diversificarea plantațiilor de flori, iar grădinarul-șef a constatat că pe strada Carol, Ștefan cel Mare, în fața primăriei, în fața Bisericii Catolice și pe strada Golia sunt plantați în exclusivitate tei.
În 1907 s-au importat din Germania o serie de arbori și semințe pentru flori și s-a plănuit ridicarea unei noi sere, finalizată în martie 1909.
În 1908 orașul a angajat un nou grădinar-șef, pe A. Stoparek. Un an mai târziu s-a propus plantarea a 70 de catalpe, iar între 1911 și 1913 s-a ridicat o nouă pepinieră și s-au plantat diverse tipuri de plante și flori noi, inclusiv șase trandafiri comandați special de la Budapesta, precum și 25 de cactuși dahlia și Canna Indica, ultimii procurați de la Rudolf Grabovieschi.

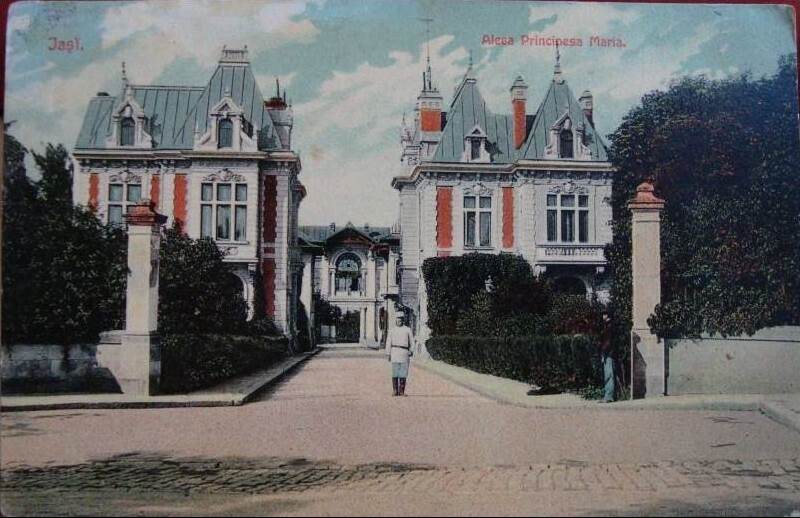
Aleea Principesa Maria (în prezent Aleea Copou) (laterala sudică a parcului) (circa 1900)

În 1915 s-au transplantat din pădurea de la Aroneanu trandafiri sălbatici și s-au amenajat plantații de măceși pe străzile Iașiului și în Parcul Copou. Tot atunci s-au adus trandafiri sălbatici și tei din pădurea de la Borosești.
În 1916 farmaciștii Petru Toronzi și A. Bellu au solicitat permisiunea de a recolta florile de tei de pe bulevardul Carol. Deși operațiunea nu se plătea, aceștia au pus la dispoziția primarului suma de 100 de lei, sugerând să se folosească în scopuri caritabile pentru oamenii săraci ai orașului. În 1989 s-a deschis în parc Muzeul „Mihai Eminescu”, o clădire modernistă proiectată de arhitectul Virgiliu Onofrei și amplasată în locul foișorului de lemn în stil austriac.
De-a lungul perioadei comuniste și a politicii de sistematizare urbană, suprafața parcului a scăzut, ajungând spre sfârșitul secolului la circa 10 hectare (jumătate din suprafața originală).

#### Prezent
În perioada postdecembristă întreținerea și dezvoltarea parcului a intrat într-o perioadă de stagnare, iar în iulie 2016 un reportaj jurnalistic a criticat aspectul neglijent al parcului, unde pe lângă locurile de joacă și spațiile verzi degradate, atât obeliscul cu lei, cât și gardul principal al incintei, ambele monumente sculptate în piatră de Șcheia, necesitau renovări datorită trecerii timpului și a vandalismului. Fondul arboricol este mai scăzut decât în perioada interbelică, reclamând completări și o mai bună întreținere. În toamna anului 2013 în parc se aflau circa 930 de exemplare de tei (Tilia tomentosa), 630 de exemplare de paltin de câmp (Acer platanoides) și 480 de exemplare de frasin (Fraxinus angustifolia și Fraxinus excelsior).
Între 25 august și 24 septembrie 2015 Parcul Copou a fost una dintre locațiile în care ieșenii au putut vota pe tema replantării teilor în centrul orașului.[D]
În primăvara 2016 au fost reasfaltate aleile. În același an municipalitatea a anunțat planuri de reabilitare și restaurare a grădinii, preconizând o cheltuială de 2.285.553 euro și un termen de realizare în 2020, urmând să depună în acest scop o aplicație pentru obținerea de fonduri europene.

Detalii contemporane
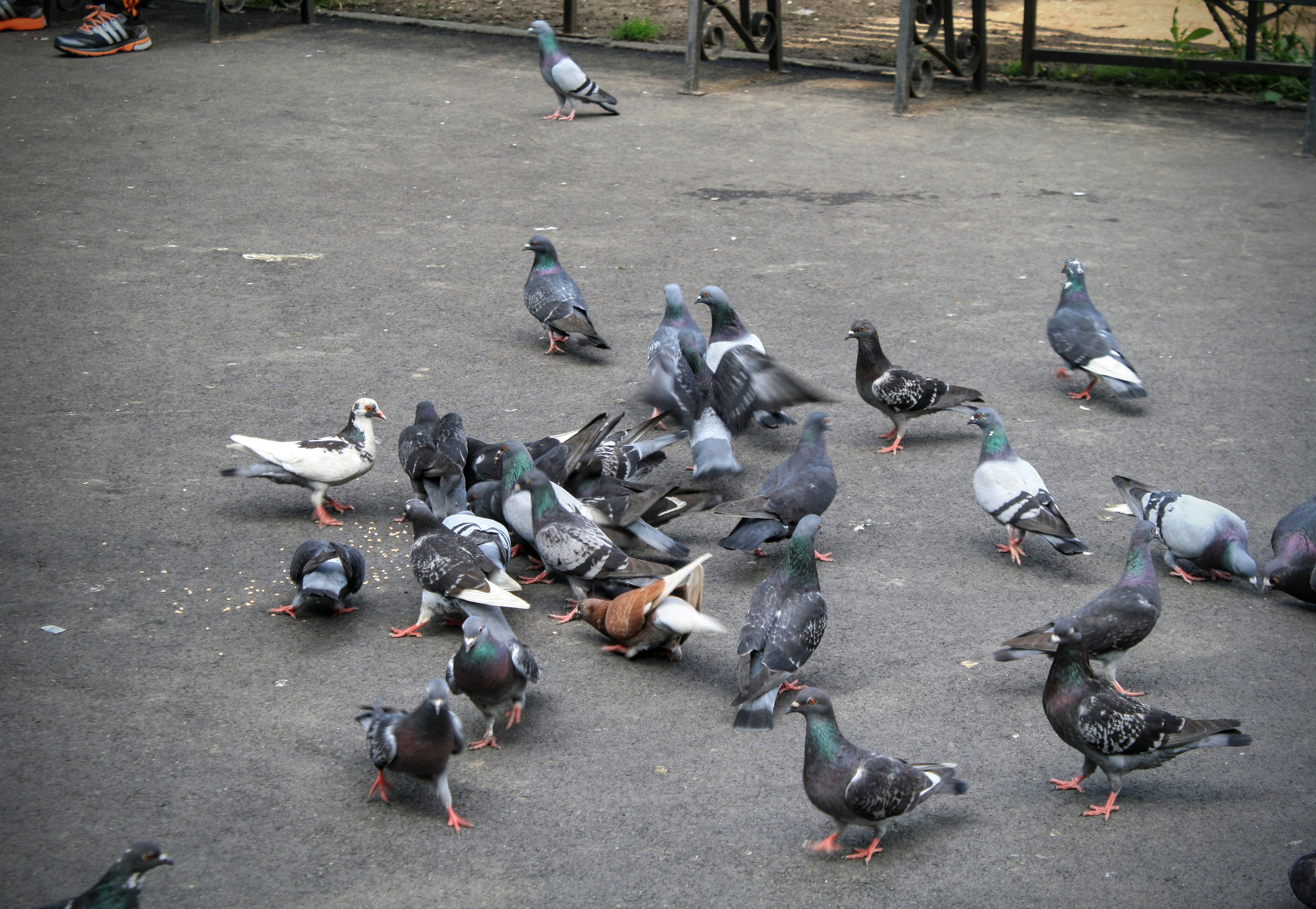
Porumbei în parc
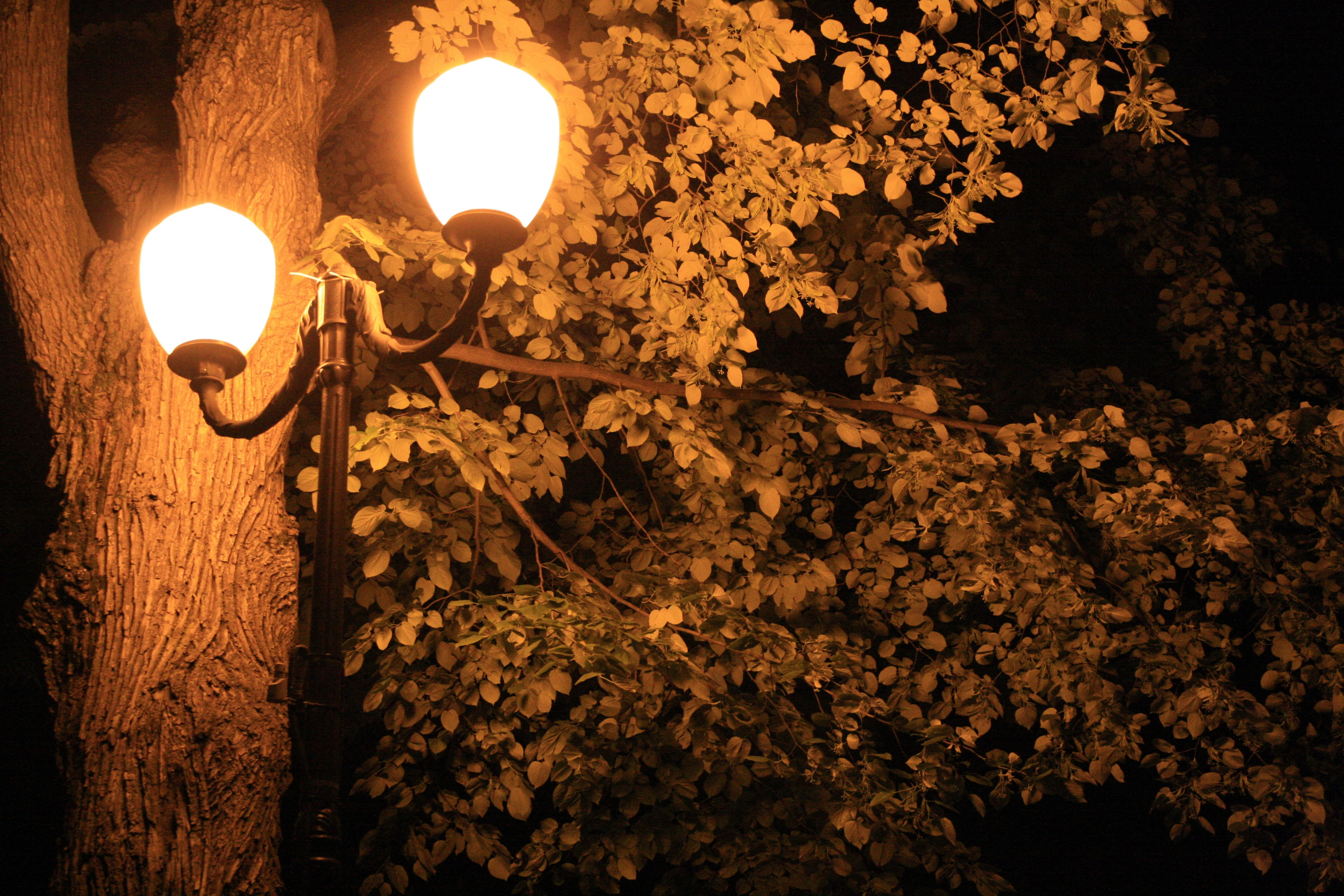
Peisaj cu tei noaptea
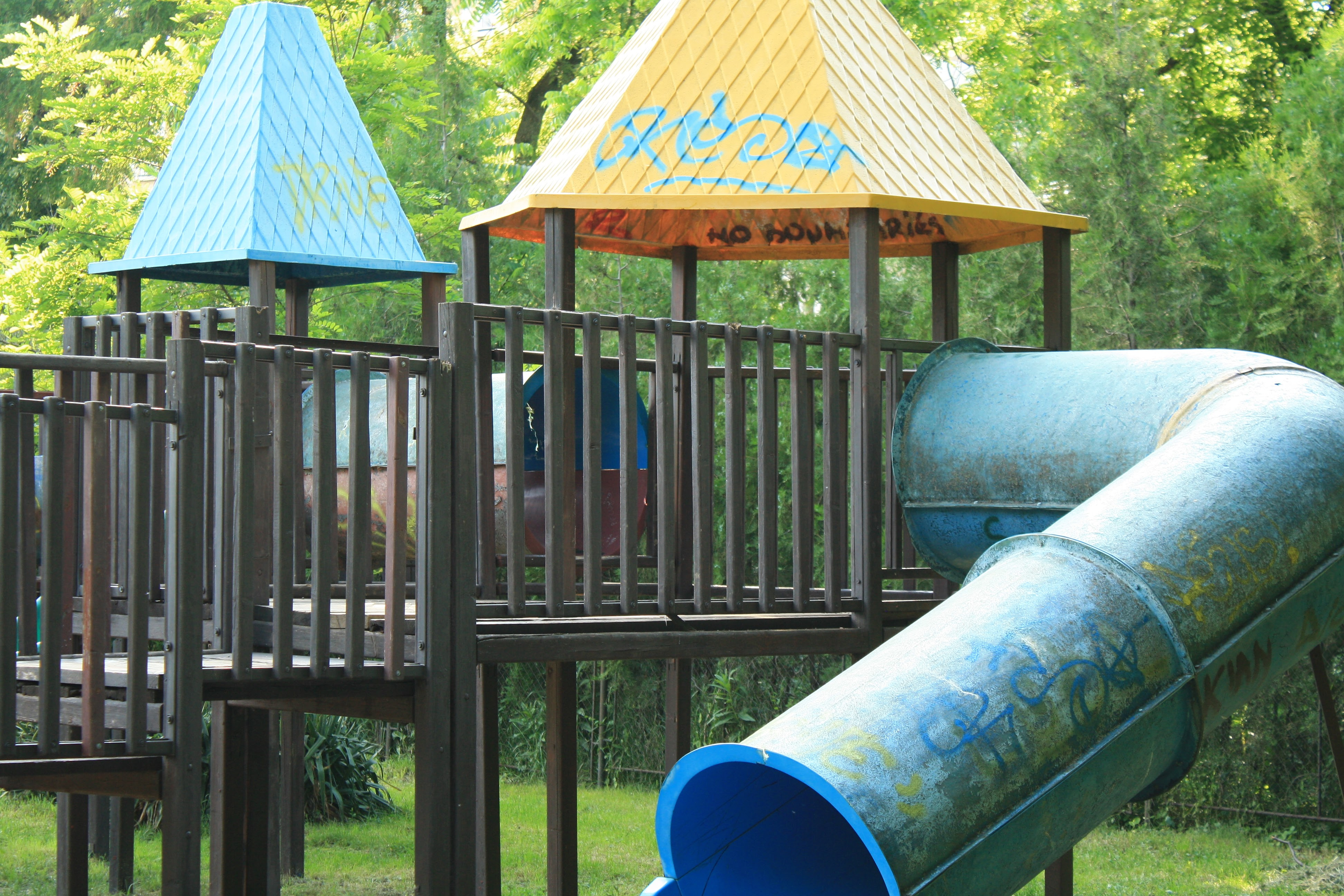
Loc de joacă

### Simbol social

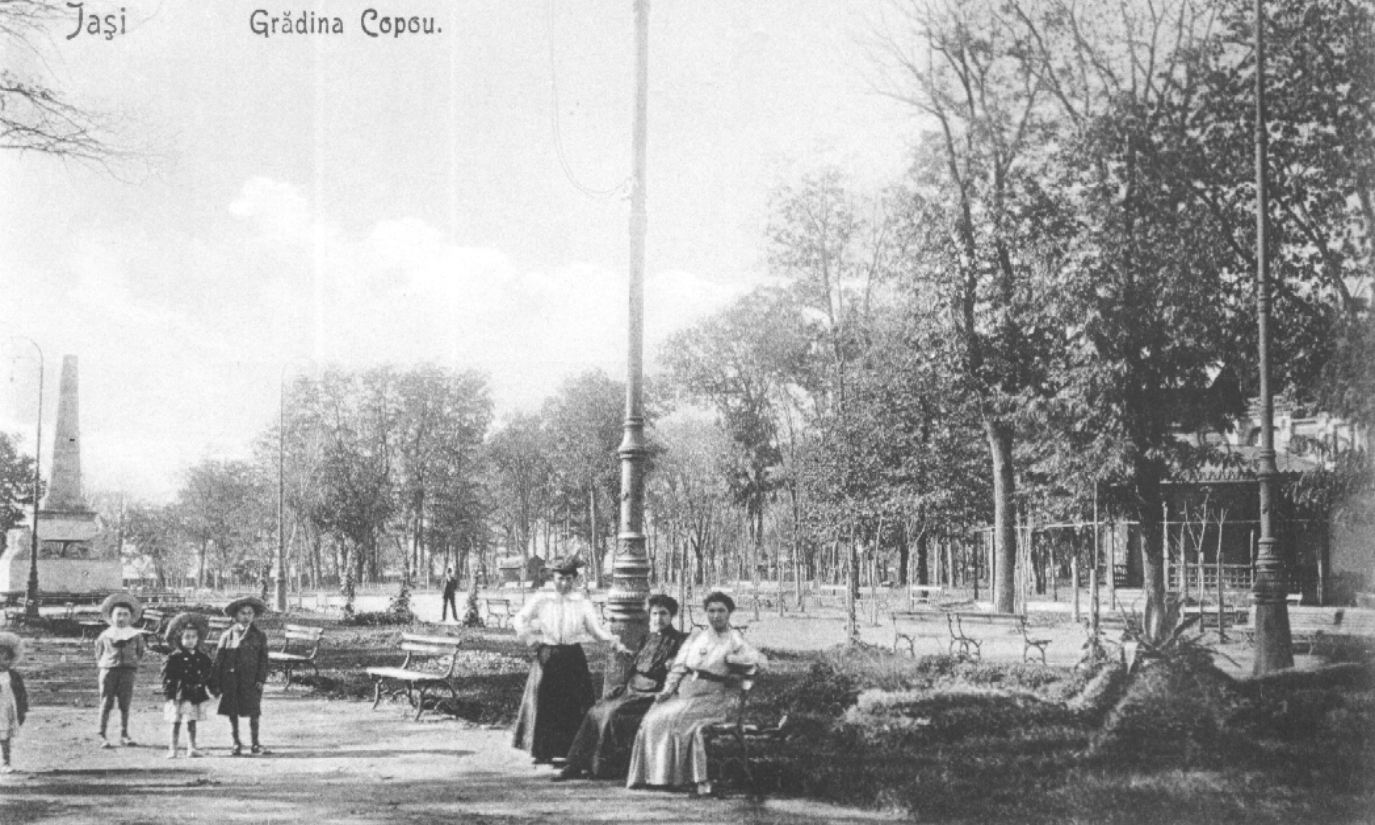
Vizitatori în Parcul Copou (imagine de arhivă)

Istoricii au remarcat faptul că, între mijlocul secolului al XIX-lea și începutul secolului al XX-lea, noile spații verzi din Copou erau preferate de înalta societate, într-atât încât familiile modeste evitau să se plimbe în Copou deoarece riscau să se expună sarcasmului monden. Astfel, vizitatori uzuali ai grădinii erau persoane precum Aglaia Moruzzi (celebră în epocă pentru serbările anuale pe care le organiza în Parcul Copou), Marghiolița Rosetti Rosnovanu, Leon Bogdan, Natalia și Elena Suțu, Maria Catargi sau Dimitrie Mavrocordat. Împreună cu familiile boierești ale capitalei Moldovei, „mondenii” de marcă foloseau plimbările în Copou pentru a-și etala presupusul rafinament și pentru a socializa cu indivizi similari: „înlocuind salonul, aristocraticul Copou prelua toate funcțiile sociabilității, devenind un imens salon fără frontiere”. Amintirile lui Alecu Russo confirmă acest tablou: „Copoul este teatrul unde tânărul debutează în lume, sentimental culcat într-o caleașcă, cu obișnuita țigară în vârful buzelor. Copoul mai este arena în care cucoanele noastre, mari și mici, tinere și bătrâne, urâte ori frumoase, se întrec în strălucirea toaletelor”.
Un studiu socio-antropologic pilot efectuat în 2013 pentru municipalitate a constatat că în imaginația publicului modern parcul devenise un loc simbolic, ai cărui arbori seculari facilitau expresia sentimentelor pozitive față de trecut, cât și a celor de „incredulitate, amărăciune, alienare ... sau agresivitate generalizată” față de decizia controversată a administrației locale de a înlocui un aliniament de tei din centrul orașului cu arbuști japonezi pitici (decizie ulterior revizuită în noiembrie 2015, prin replantarea a 110 de tei argintii pe bulevardul principal al orașului).

### Incidente notabile

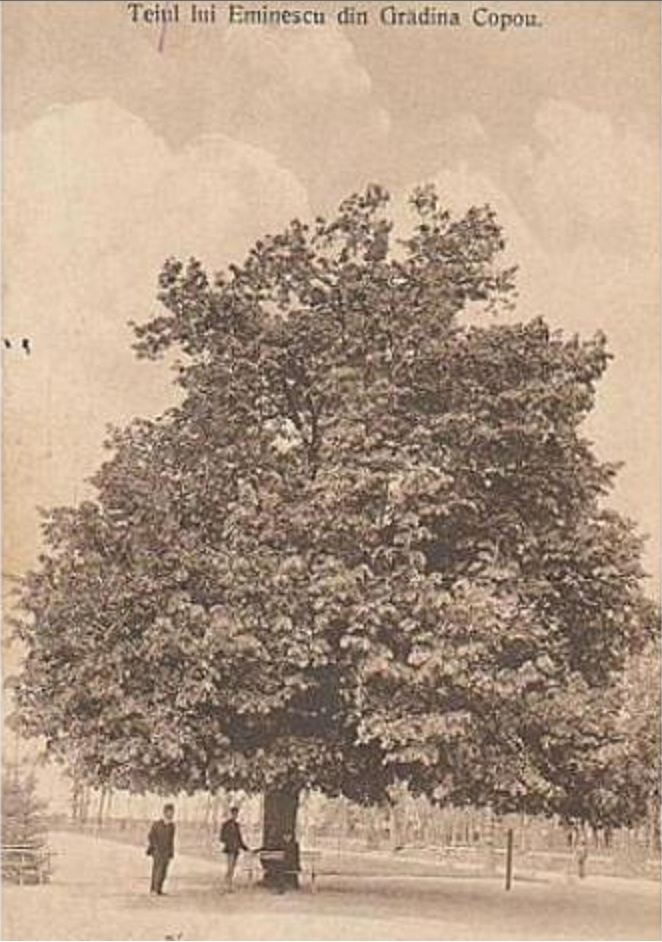
Teiul lui Eminescu (imagine de arhivă)

În 1860 s-au descoperit la vechea intrare în parc, pe „mâna dreaptă”, oseminte omenești, despre care administrația a stabilit că ar fi aparținut unui fiu de boier, „ficiorul româncei”, care în anul 1806 fusese executat pe „câmpul Copoului”, sub acuzația că se făcuse haiduc.
În timpul celui de-al Doilea Război Mondial forțele sovietice au vandalizat Obeliscul cu lei, distrugând de pe monument inscripțiile, stemele Moldovei și ale familiei Sturza. În aceeași perioadă, Parcul Copou a funcționat ca lagăr temporar folosit de armata roșie. Mandache Leocov își aduce aminte că învățătorii care erau în lagăr au păzit Teiul lui Eminescu pentru a nu fi tăiat.
La 4 august 1950 arborele simbol al parcului a fost în mare parte distrus de o furtună cu grindină care i-a rupt săgeata principală a coronamentului, brațul din partea nordică, precum și ramurile din celelalte brațe. În 1953 a fost segmentat, curățat și dezinfectat, trunchiul fiind legat cu cercuri metalice și brațele sprijinite pe console. La inițiativa botaniștilor Mandache Leocov și Ionel Lupu au urmat alte două tratamente, în 1990 și 2014, respectiv. Teiul supraviețuiește astăzi grație unui fenomen biologic rar, care a permis unor rădăcini adventive să crească prin interiorul trunchiului și să pătrundă în pământ. Arborele fructifică anual și continuă să atragă vizitatori.
În martie 2013 busturile de bronz ale lui Ciprian Porumbescu, Nicolae Gane și Barbu Ștefănescu Delavrancea, ultimele două monumente istorice care fuseseră expuse în parc de aproape un secol, au fost furate, dezmembrate și vândute ca fier vechi de către trei indivizi. Aceștia au fost ulterior arestați, însă operele de artă nu au mai putut fi recuperate. În 2014 municipalitatea a înlocuit sculpturile distruse cu reproduceri contemporane.
În februarie 2015 o tânără de 16 ani a fost ucisă pe o bancă dinspre extremitatea sudică a parcului, crima fiind ulterior atribuită fostului său prieten, care a mărturisit fapta.

## Monumente istorice, clădiri cu valoare culturală

### Obeliscul cu lei
Cel mai important monument istoric din parc este Obeliscul cu lei, cunoscut, începând cu secolul al XX-lea, și sub denumirea de „Monumentul Regulamentului Organic”. Edificiul este amplasat în centrul grădinii, în apropiere de Teiul lui Eminescu. El a fost construit între anii 1834-1841 după planurile lui Gheorghe Asachi și ridicat în cinstea noului domnitor Mihail Sturza și a puterilor suzerane și protectoare sub a căror influență se afla Moldova. Fondurile pentru realizarea obeliscului, însumând 2.225 de galbeni, au fost obținute prin subscripție publică de la marea boierime și de la înaltul cler. Edificiul a fost lucrat în piatră de Șcheia de către sculptori polonezi. El figurează în lista monumentelor istorice din județul Iași, fiindu-i atribuit codul IS-III-m-B-04290.

Obeliscul cu lei (detalii)
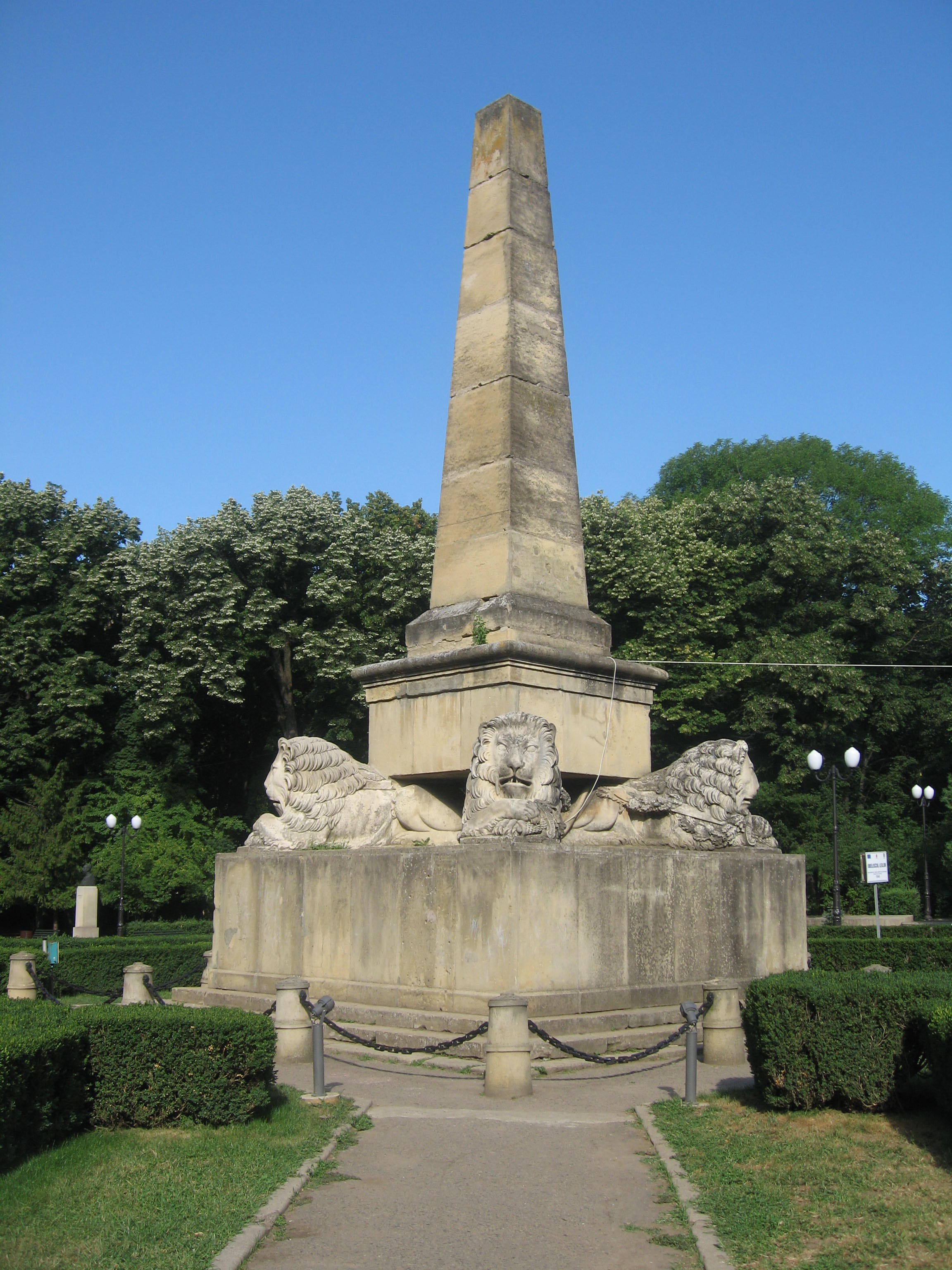
Obeliscul cu lei
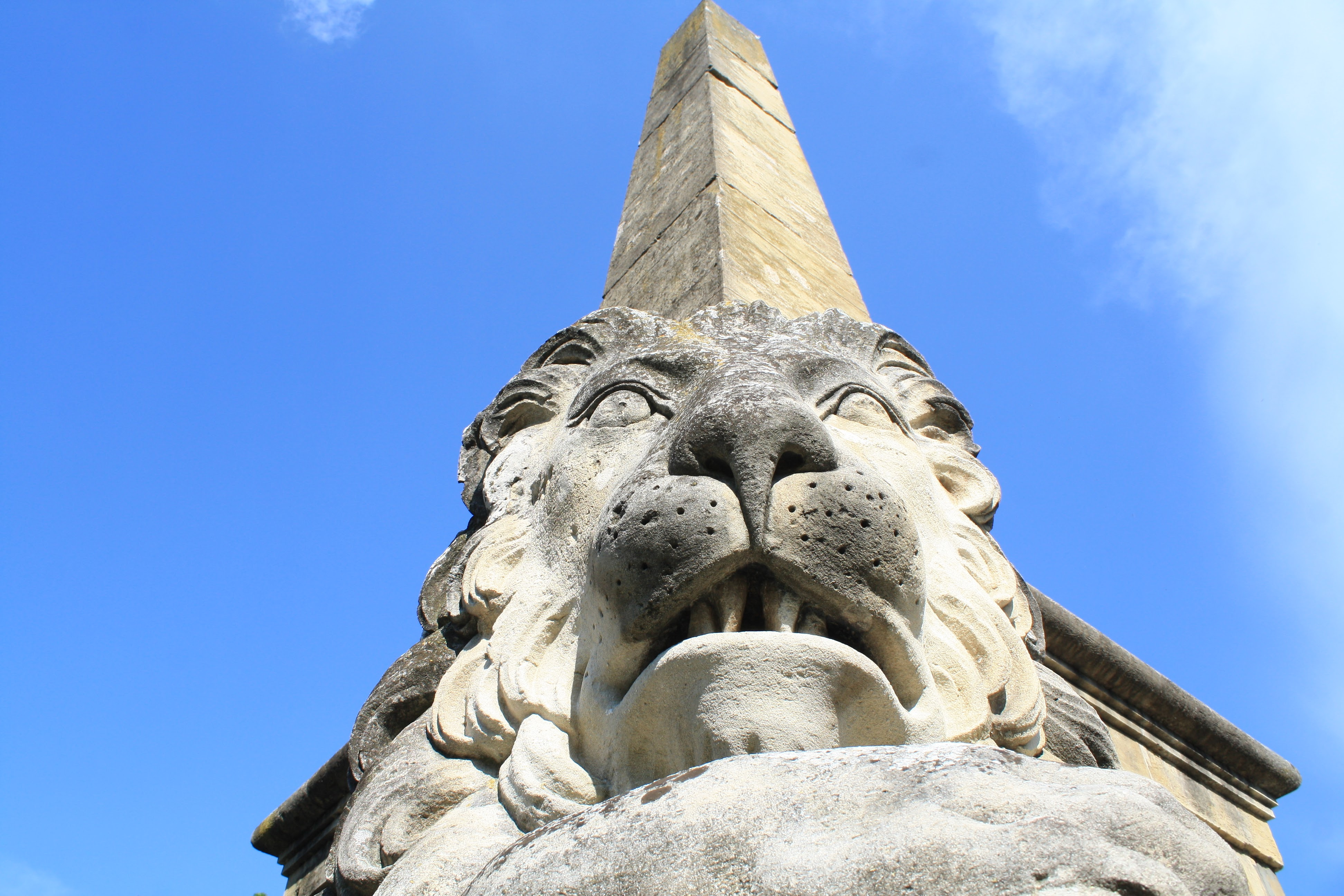
Detaliu
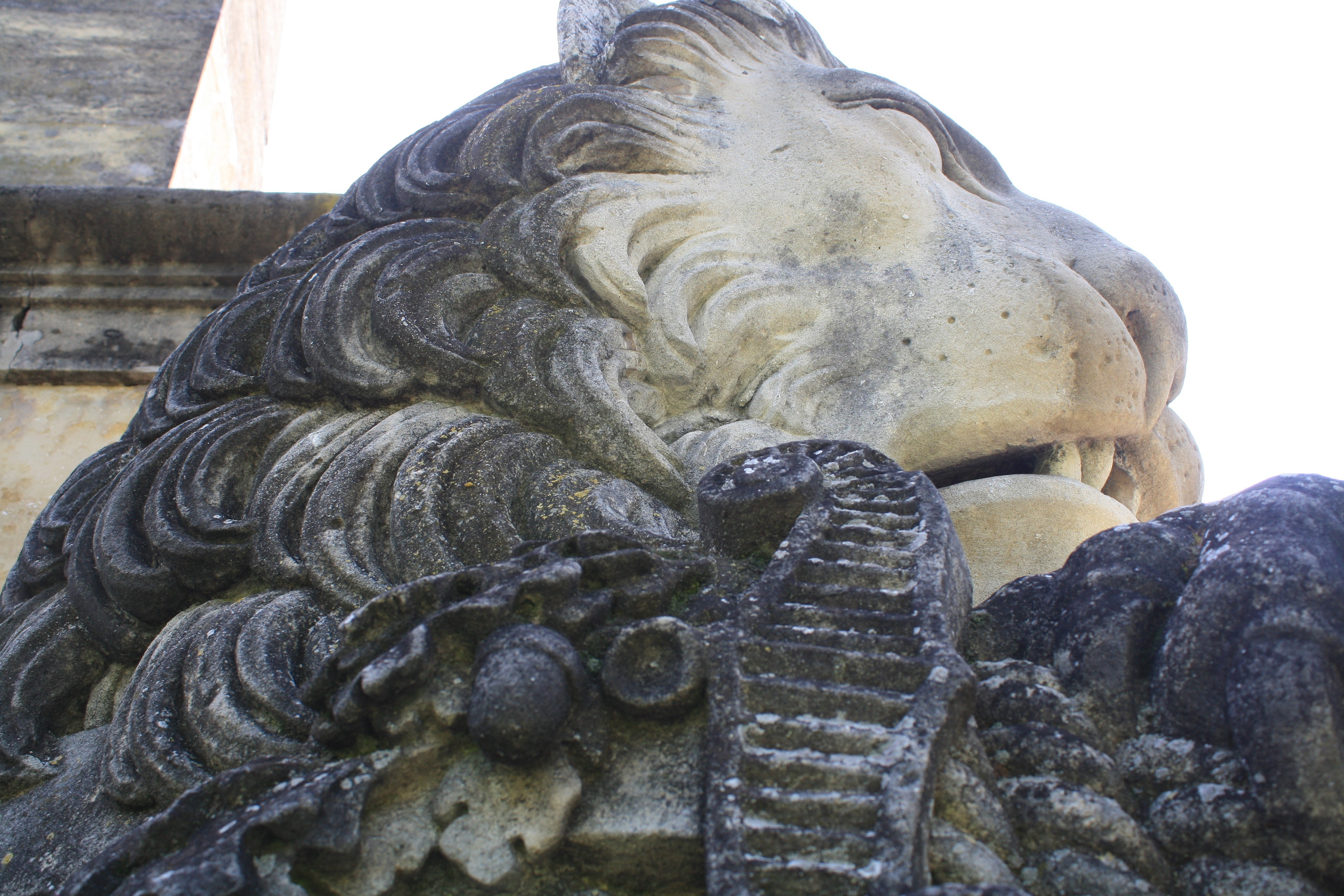
Detalii sculptate
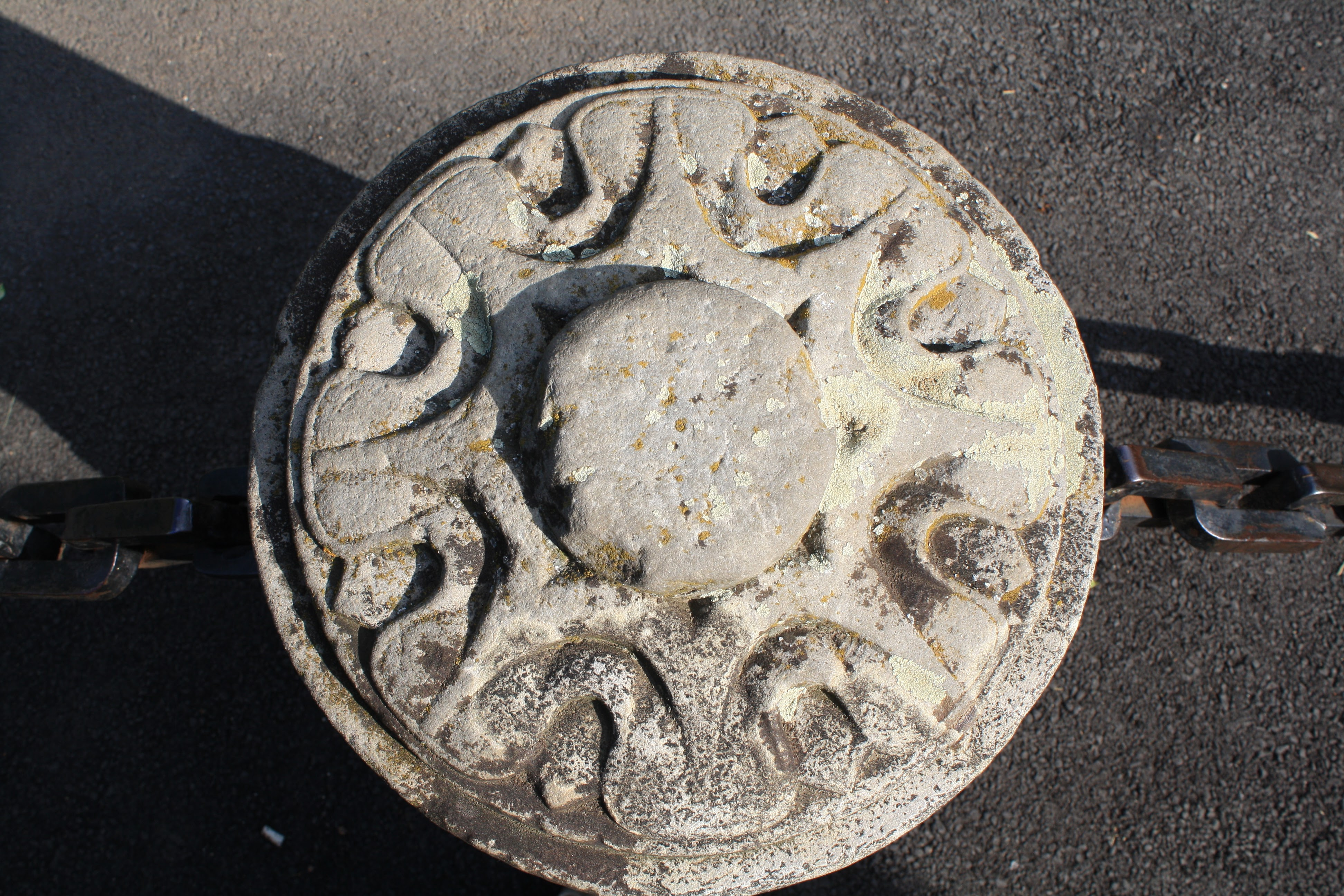
Sculptură în piatră de Șcheia lângă obelisc

### Busturi
În continuarea tronsonului central al parcului, dincolo de obelisc și de Teiul lui Eminescu, se continuă Aleea Junimii (sau Aleea Junimiștilor), tronson străjuit de mai multe busturi dedicate unor personalități culturale române direct sau indirect asociate cu societatea literară Junimea. Dintre acestea, înregistrate ca monumente istorice sunt bustul lui Mihai Eminescu, bustul lui Ion Creangă (ambele situate în oglindă, în interiorul piațetei), monumentul poetei Veronica Micle, bustul lui Costache Negruzzi, bustul lui Iacob Negruzzi, bustul lui Gheorghe Panaitescu-Bardasare, bustul lui Constantin Daniel Stahi, bustul lui Nicolae Gane și bustul lui Barbu Ștefănescu-Delavrancea. Monumente dedicate lui George Topârceanu, Ion Luca Caragiale, Emanoil Panaiteanu-Bardasare, Octav Băncilă, Ciprian Porumbescu și Grigore Vieru decorează alte alei ale parcului.

### Muzeul „Mihai Eminescu”

Muzeul „Mihai Eminescu” (interior)

Muzeul „Mihai Eminescu” este situat în zona centrală a parcului și a fost inaugurat cu ocazia centenarului morții poetului, la 15 iunie 1989. Muzeul include expoziții dedicate operei eminesciene (ediții princeps și ediții critice, fotografii originale, scrisori), expoziții de grafică, pictură, precum și piese de mobilier și artă decorativă. În februarie 2009 muzeul și-a deschis porțile colecției muzeale „Istoria teatrului românesc” din Iași.
Programul de vizitare este de marți până duminică, între orele 10:00 și 17:00. Prețurile biletelor sunt de 10 lei (adulți), 8 lei (pentru grupuri de peste 12 persoane), 2 lei (elevi și studenți) și 4 lei (pensionari). Intrarea este liberă în prima duminică a fiecărei luni.

### Casa de Cultură „Mihai Ursachi”
Casa de Cultură „Mihai Ursachi”, numită după poetul omonim, este situată într-un corp de clădire în continuarea Muzeului „Mihai Eminescu” și organizează la rândul ei diverse evenimente culturale, inclusiv festivaluri de poezie, expoziții de fotografie și cursuri de învățare a limbilor străine.

## Flora și fauna

### Peisaje
Aleea centrală cuprinde parterul intrării, ornamentat vara cu flori de sezon și prezentând pe margini aliniamente incomplete de chiparos californian (Chamaecyparis lawsoniana) și Thuja gigantea. Fundalurile sunt alcătuite din tei argintii înalți și mobilier de grădină. Plantațiile se continuă în linie dreaptă dincolo de piațeta obeliscului, pe Aleea Junimii.

Parterul central
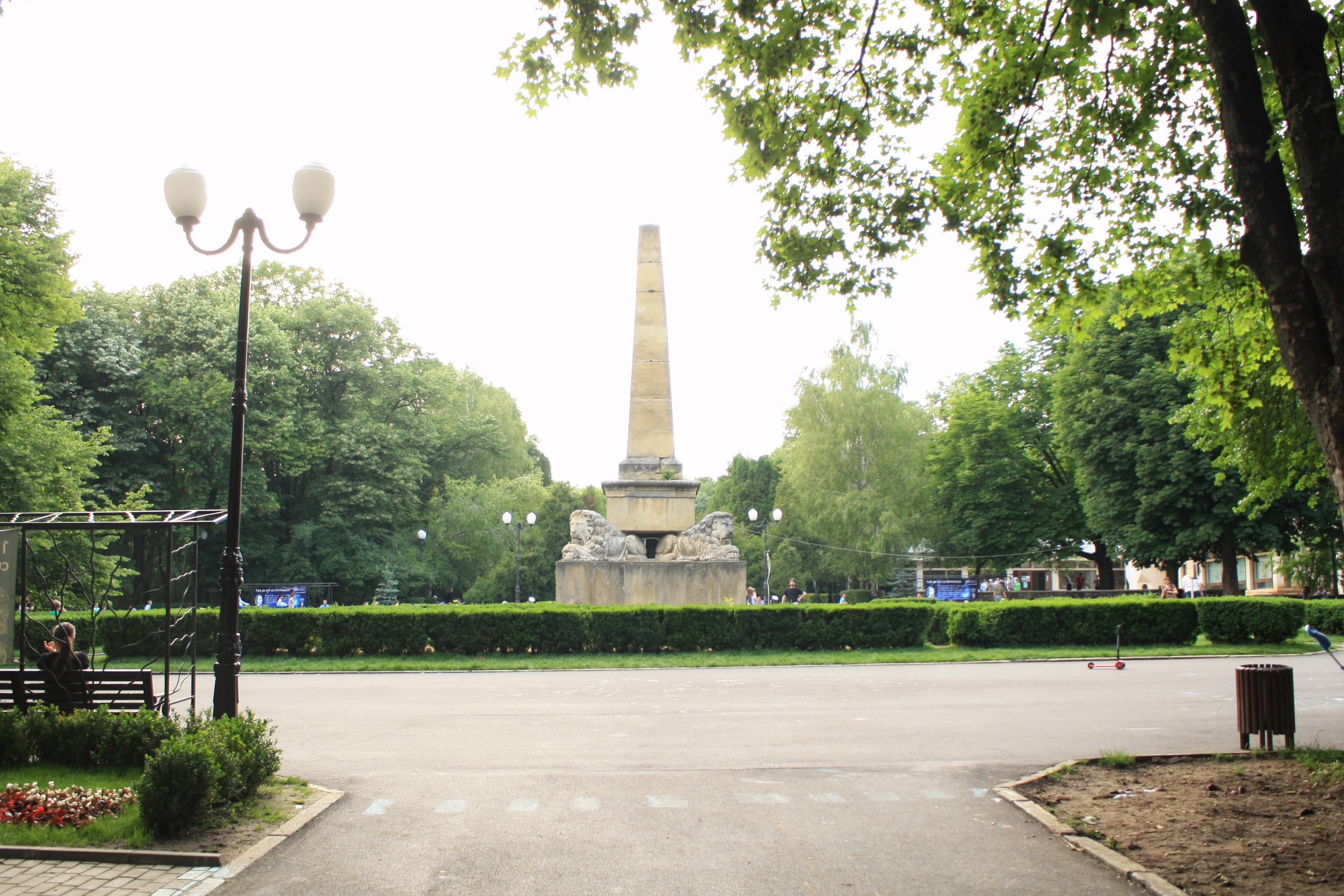
Piațeta centrală privită dinspre sud
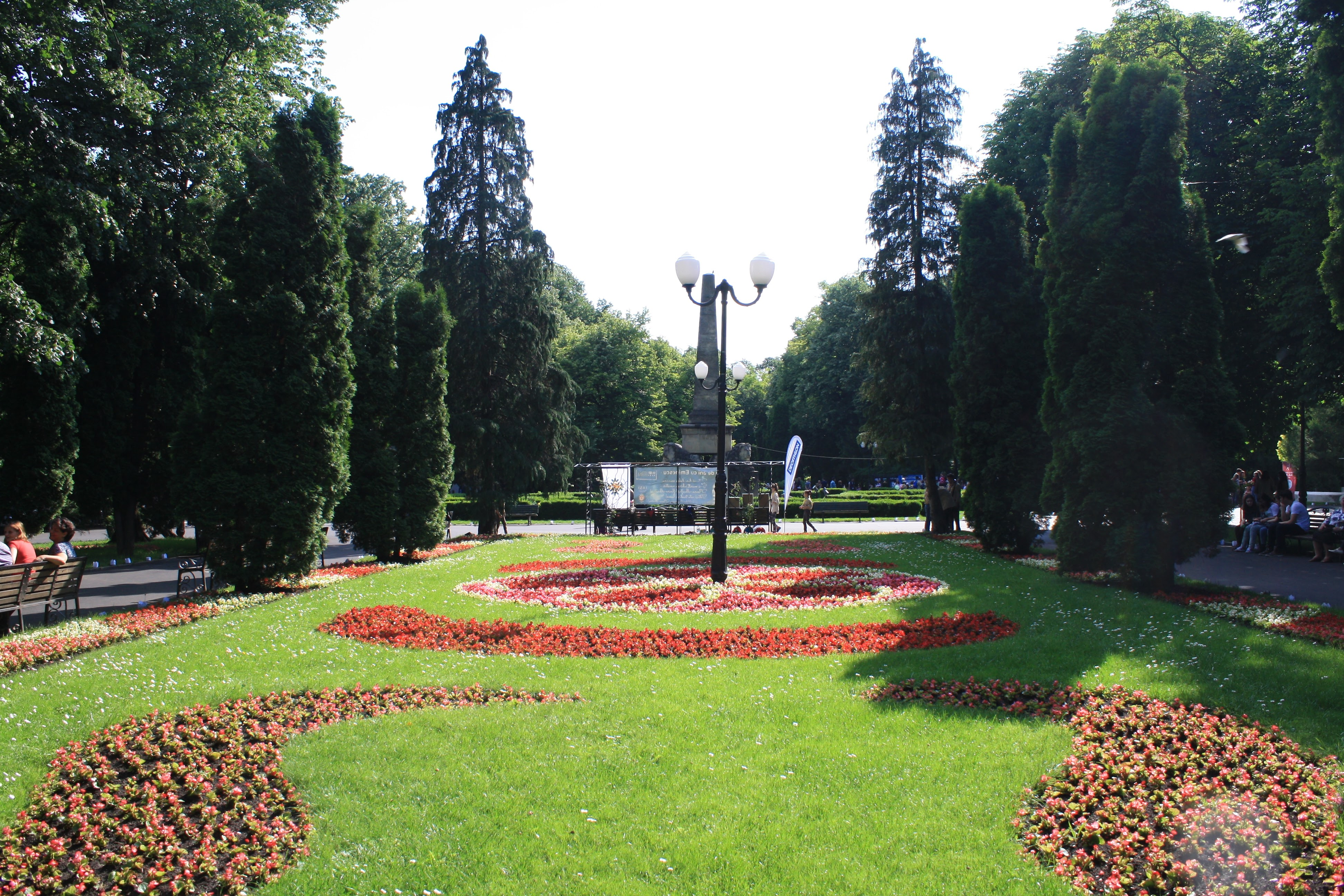
Parterul central privit dinspre intrarea principală (est)
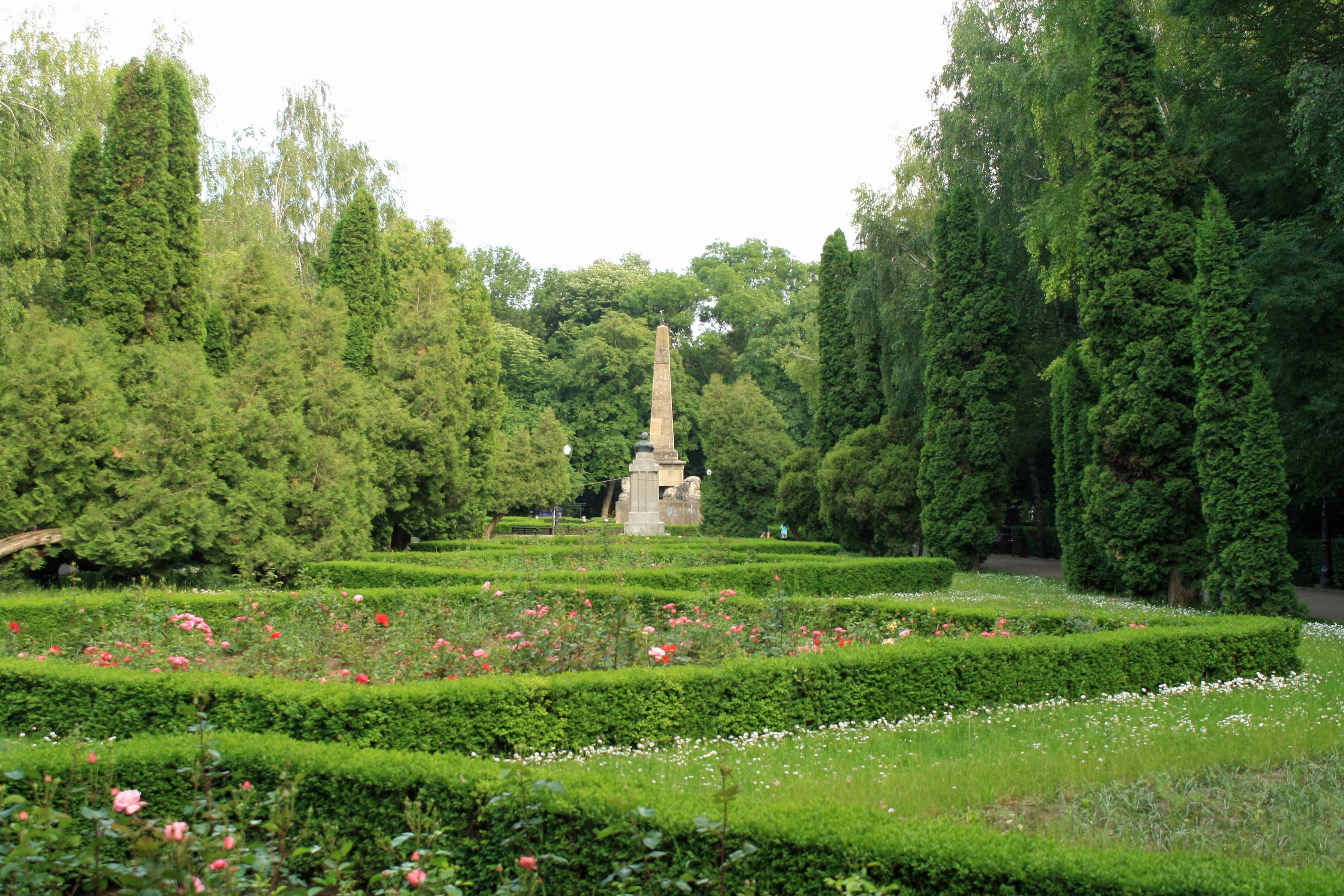
Piațeta centrală privită dinspre nord
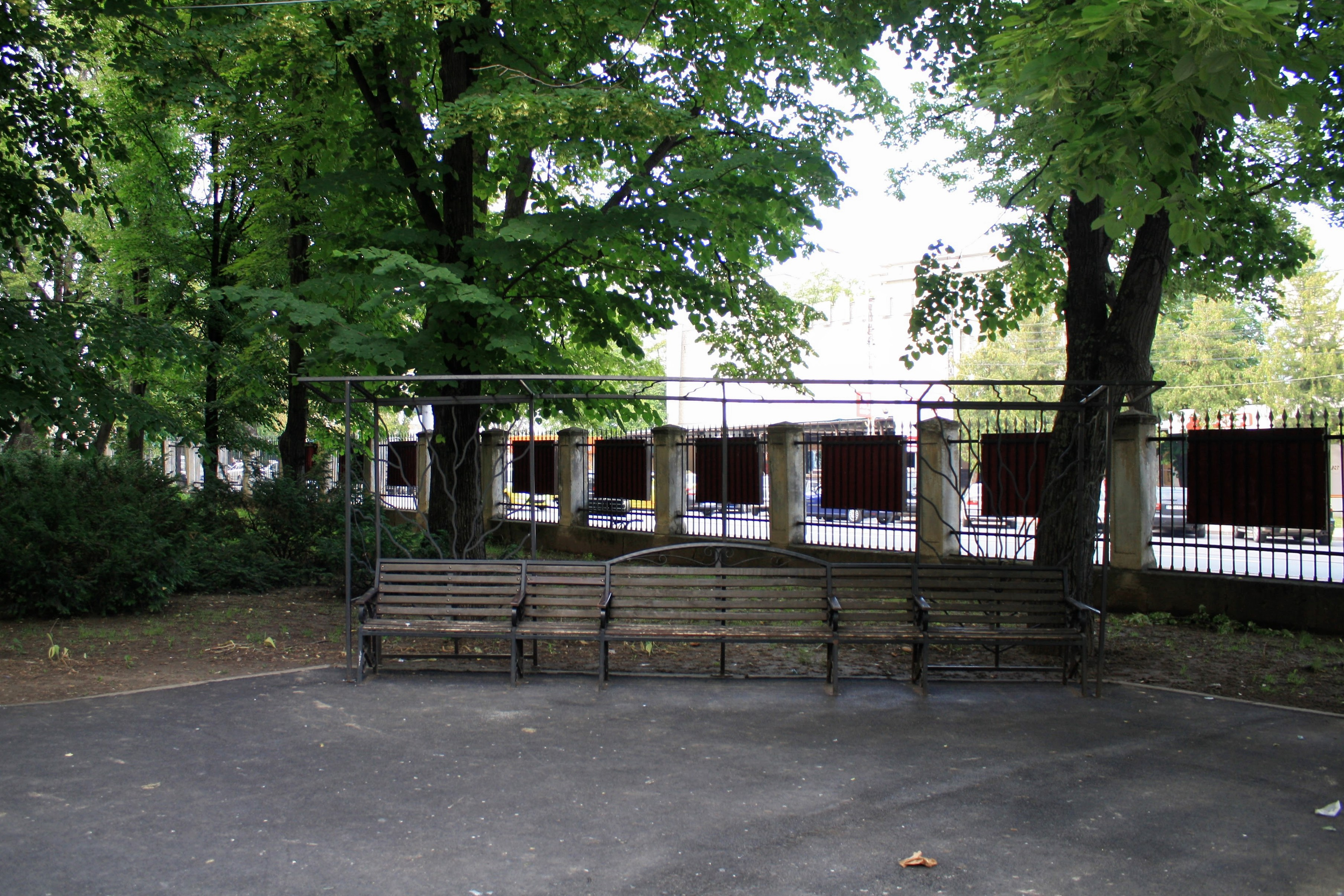
Mobilier stradal lângă intrarea principală

Un peisaj unic, specific Parcului Copou, perceput atât de pe trotuarul bulevardului Carol I, cât și din interiorul grădinii, este creat de aliniamentul triplu de tisă (Taxus baccata var. Nidiformis), specie ocrotită de lege. Aceste plante cu cetina toxică sunt veșnic verzi și, beneficiind de un temperament de umbră, rezistă de câteva decenii sub coroanele accentuate ale teilor marginali din partea estică a parcului.
O pădurice de molid se află în extremitatea nordică a parcului, cuprinzând un grup de circa 30 de exemplare, cu diametrul mediu de 21 cm și înălțime medie de 11 m, având o vârstă de aproximativ 92 de ani. Deși coborât aici cu două etaje de vegetație, sub fag și gorun, molidul rezistă în climatul de silvo-stepă din Iași. Experții în domeniu au sugerat completarea peisajului cu alte specii lemnoase montane, precum fagul, ienupărul sau cetina de negi.
Aleea salcâmilor cuprinde 35 de arbori (Robinia psuedoaccacia v. Inermis) cu un diametru mediu de 51 cm, înălțimea de 14 m și vârsta de circa 165 de ani. Costache Negruzzi menționează într-una din operele sale că la Iași ar fi ajuns moda grădinilor englezești, cu gazon și salcâmi, iar introducerea salcâmilor ar putea fi legată de această influență. În această zonă se găsește și un loc de joacă amenajat pentru copii, aflat într-o stare oarecum degradată din cauza vandalismului și a lipsei de întreținere.

Peisaje
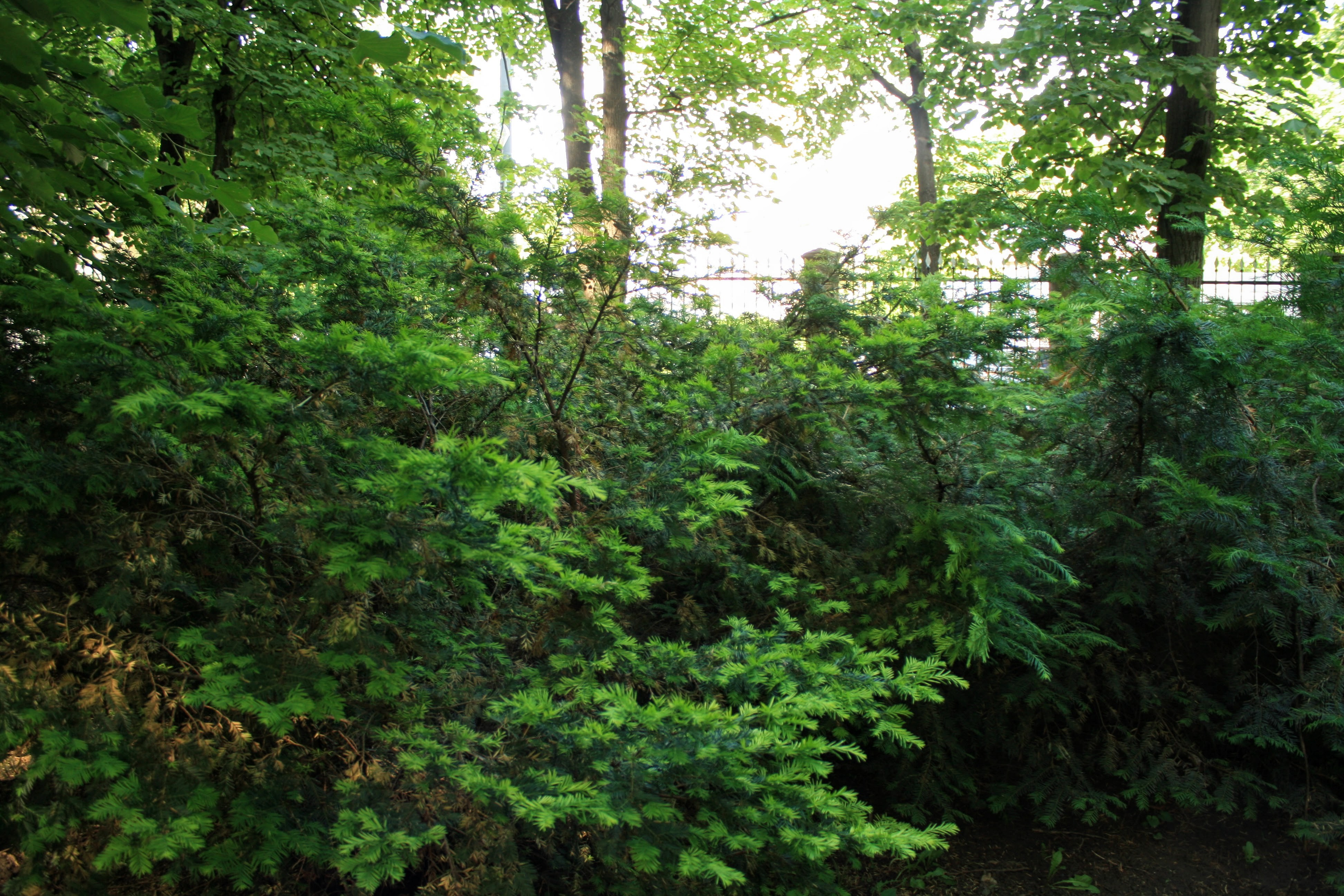
Aliniamentele de tisă (est)
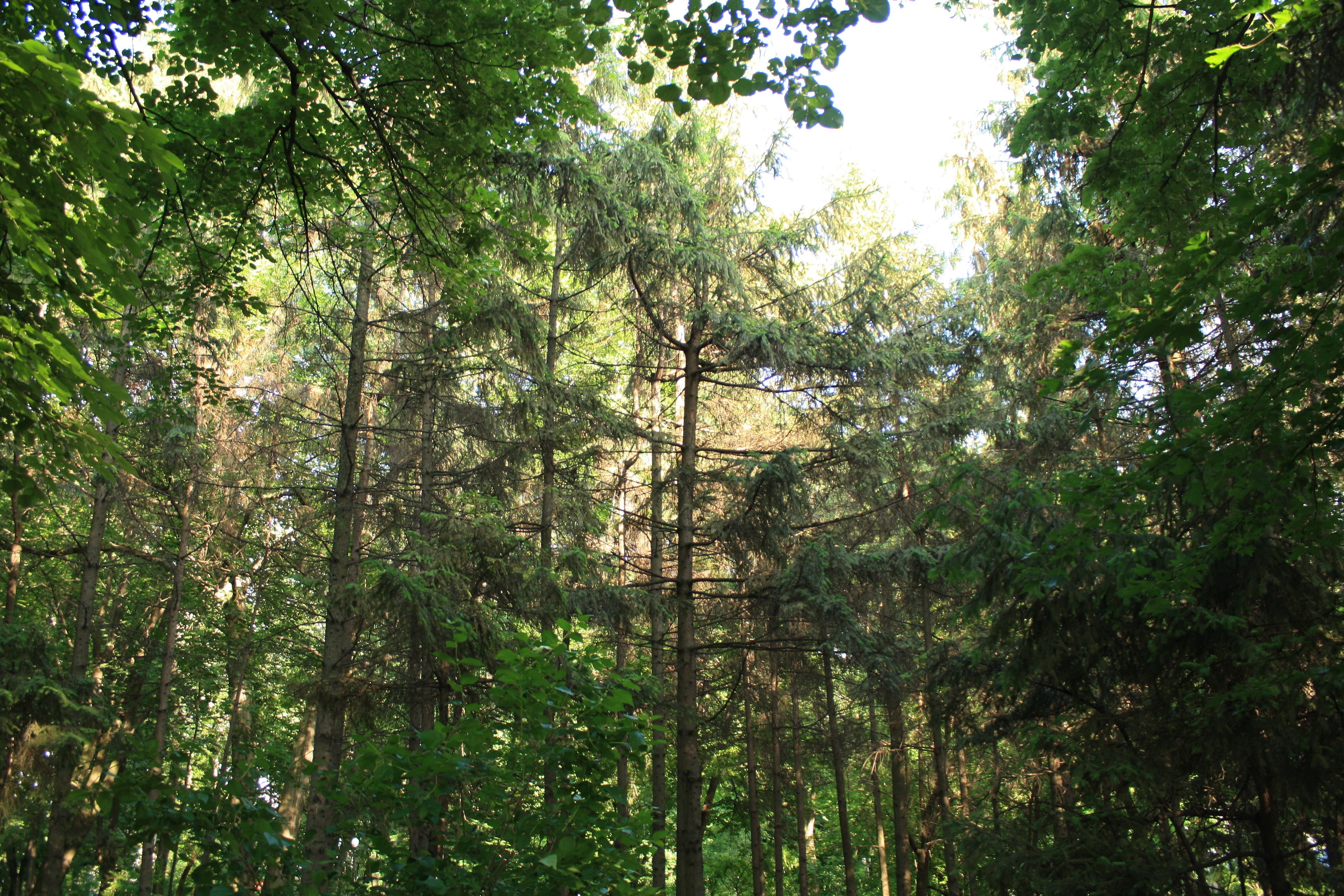
Plantația de molizi (nord)
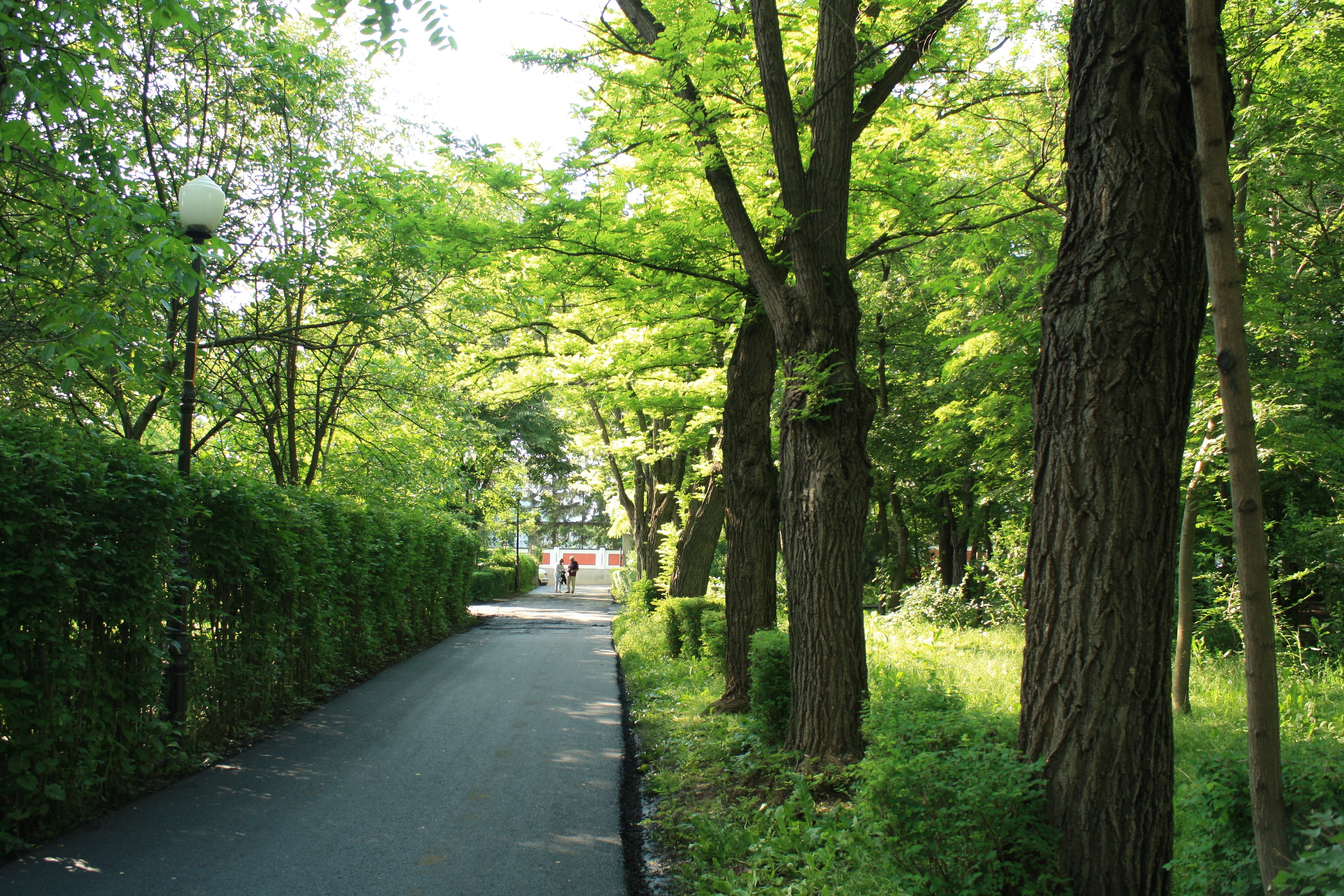
Aleea cu salcâmi (vest)

Există și un mic aliniament de duzi, arbori cu viață scurtă și de mici dimensiuni, originari din Asia, într-o stare fito-sanitară depreciată, necesitând întreținere și reînnoire.
Exemplarele de Thuja occidentalis - Fastigiata oferă un aspect sobru și ocazional grandios parcului.
O alee cu mesteceni verticali (habitus normal) se combină cu o alee cu mesteceni înclinați oarecum inestetic din cauza umbrei laterale.
Prezența castanilor porcești se combină cu alte pâlcuri de tei, salcâmi japonezi, precum și cu peisaje secundare create de garduri vii de Spiraea, Deutzia scabra, Philadelphus coronarius, Acer tataricum și altele.
În toamna 2013 specialiști în domeniu au recomandat municipalității completarea aliniamentelor existente cu exemplare în concordanță cu indivizii actuali, precum și introducerea unor specii de plante adiționale, de exemplu rășinoase cu port columnar și cetină albastră (Chamaecyparis lawsoniana 'Columnaris' și Juniperus scopulorum 'Skyrocket' ), câteva exemplare izolate de Arborele Țarinei (Paulownia tomentosa sau Paulownia imperialis) și un eventual gard viu bicolor din chiparos albastru și galben (Chamaecyparis lawsoniana Columnaris Glauca și Chamaecyparis lawsoniana 'Golden Wonder' ); de asemenea, s-a remarcat absența lianelor, recomandându-se introducerea unor plante precum glicina chinezească, clematita roz sau hortensia albă cățărătoare.

### Arbori notabili
- Teiul lui Eminescu - un tei argintiu cu o vârstă de aproximativ 500 de ani, situat în piațeta centrală a parcului, între foișorul turcesc și Obeliscul cu lei. Reprezintă unul dintre cei mai importanți arbori monument din România și constituie un simbol pentru orașul Iași, fiind descris ca o remarcabilă reflexie a cunoscutei mitologii culturale ieșene.[32]
- Teiul Haiducilor este un alt tei argintiu cu o vârstă de aproximativ 430 de ani, situat la nord de Muzeul „Mihai Eminescu”.[46]
- Un arțar (Acer platanoides) cu o vârstă de aproximativ 300 de ani este situat la periferia sudică a parcului, în apropiere de fostul turn pentru parașutism.[46]
- Cinci frasini (Fraxinus excelsior) cu o vârstă de aproximativ 255, 236, 232, 185 și 165 de ani respectiv, se găsesc la periferia sudică a parcului, în apropiere de fostul turn pentru parașutism.[46]
- Un frasin (Fraxinus exclesior) cu o vârstă de aproximativ 225 de ani se află într-o poziție excentrică față de aliniamentul din axul central al parcului.[46]
- Câțiva platani maturi (Platanus acerifolia) (platanul englezesc) se află în spatele Muzeului „Mihai Eminescu”.[46]

Arbori monumentali
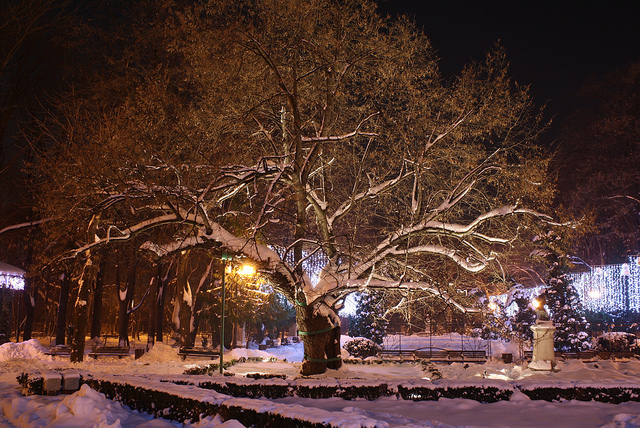
Teiul lui Eminescu
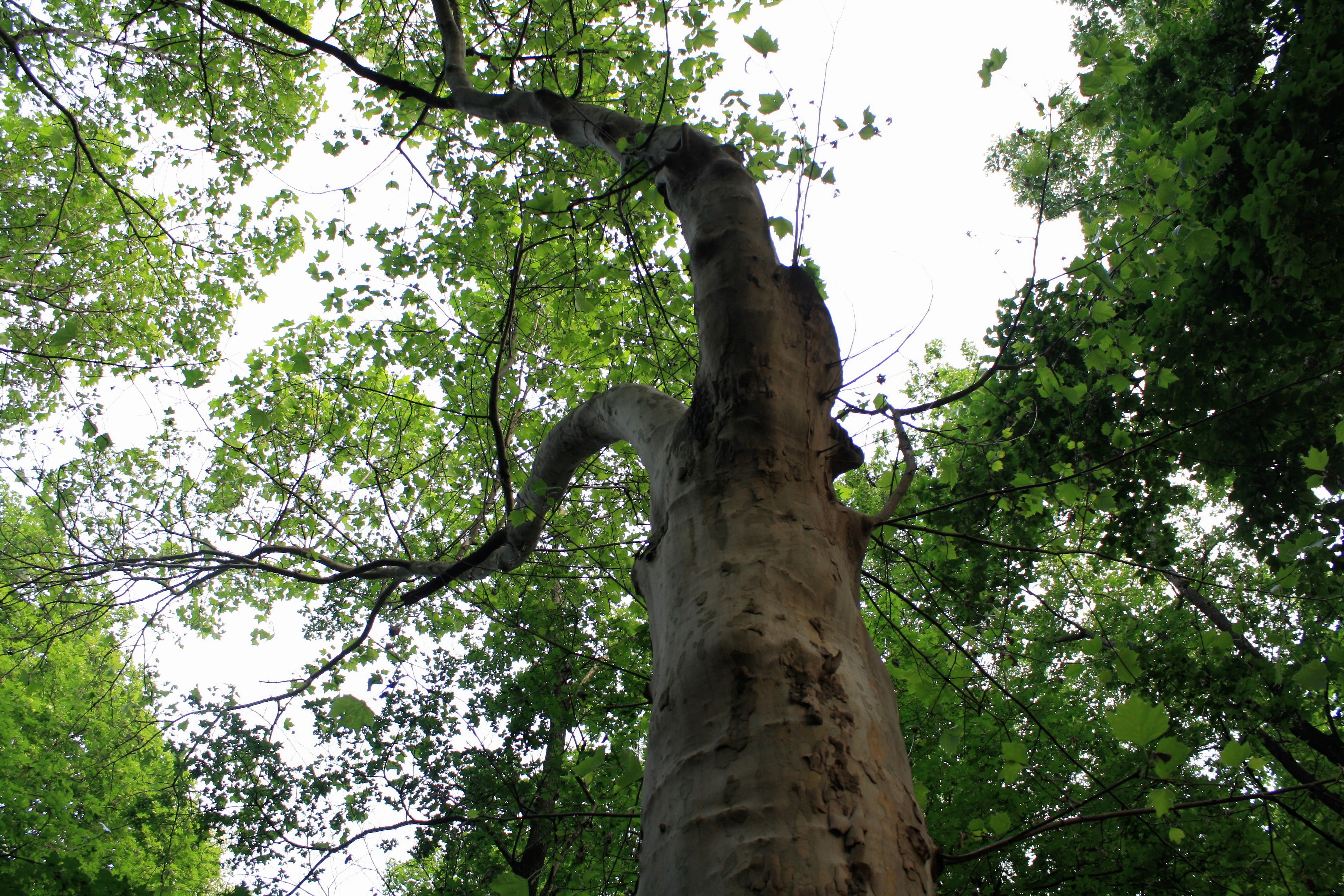
Platan lângă Muzeul „Mihai Eminescu”
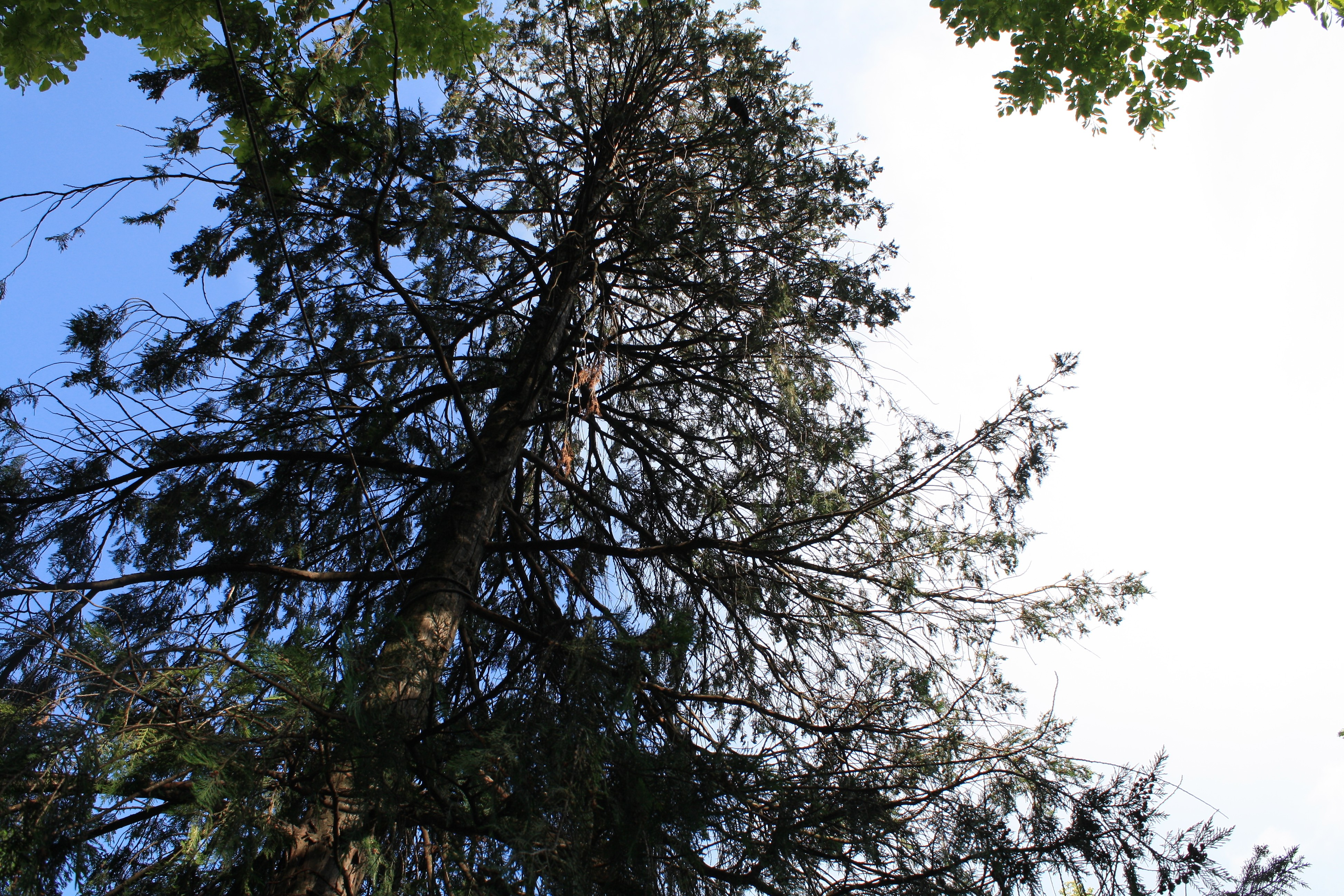
Thuja gigantea în parterul central (detaliu)
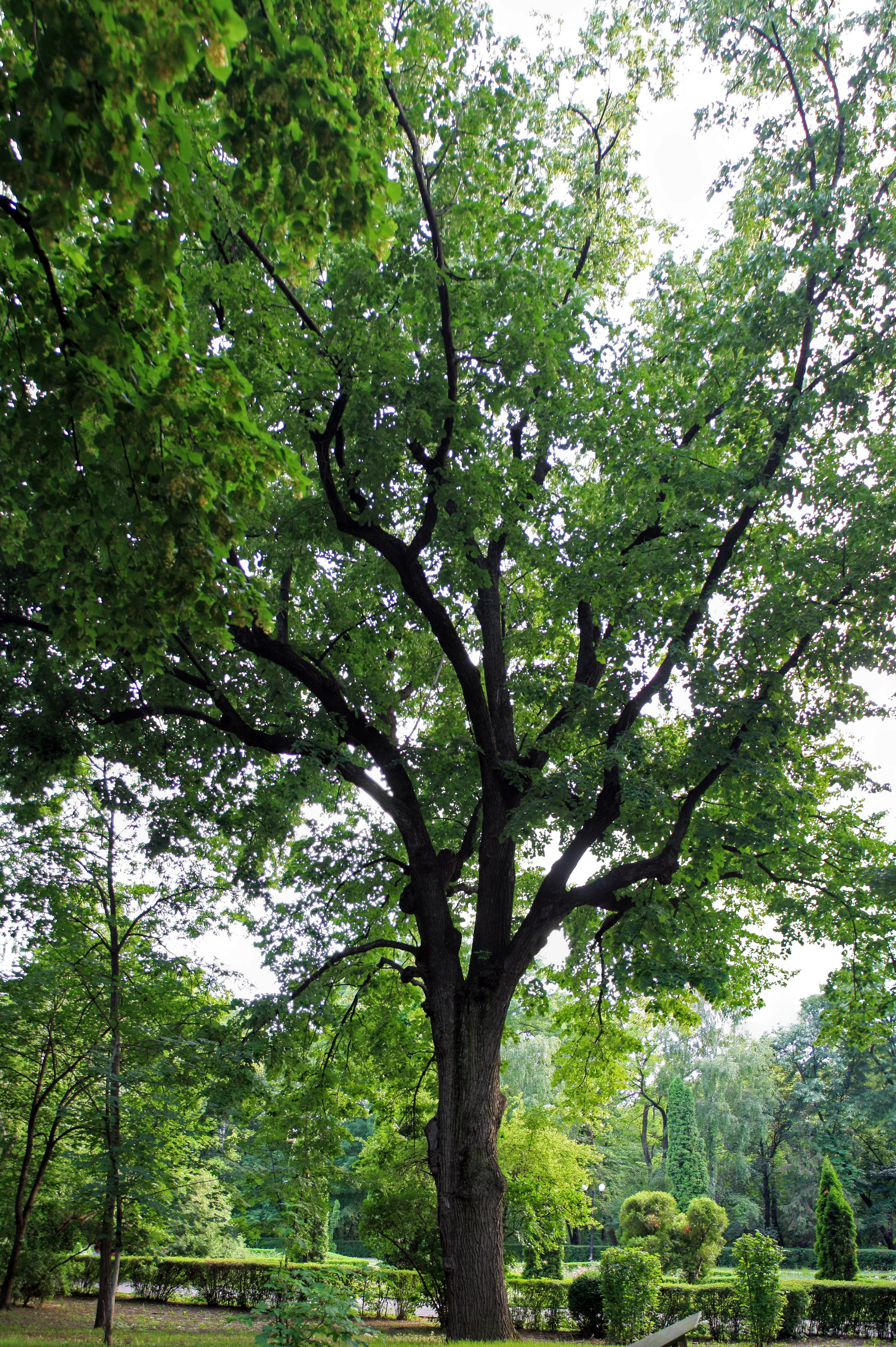
Teiul Haiducilor

### Fauna
Parcul Copou este situat pe dealul Copoului, în imediata vecinătate a unui alt parc istoric al orașului, Parcul Expoziției. Ambele zone constituie un habitat natural pentru diverse specii de animale, în special veverițe și păsări. Dintre aceste din urmă, au fost documentate în zonă Passer montanus și Passer domesticus (vrabia de câmp și vrabia de casă), Parus major (pițigoiul), Sitta europea (țicleanul), Turdus merula (mierla), Streptopelia decaocto (guguștiucul), Columba livia domestica (porumbelul), Sturnus vulgaris (graurul), precum și exemplare mai puțin întâlnite în oraș, precum Fringilla coelebs (cinteza) și indivizi din genul Muscicapa (muscarul). Începând cu 2012, Parcul Copou a devenit o destinație populară pentru o colonie de corvide (Corvus frugilegus) (cioara de semănătură), determinând localnicii să critice proasta gestiune a igienei parcului din partea autorităților.

### Valoarea ecologică

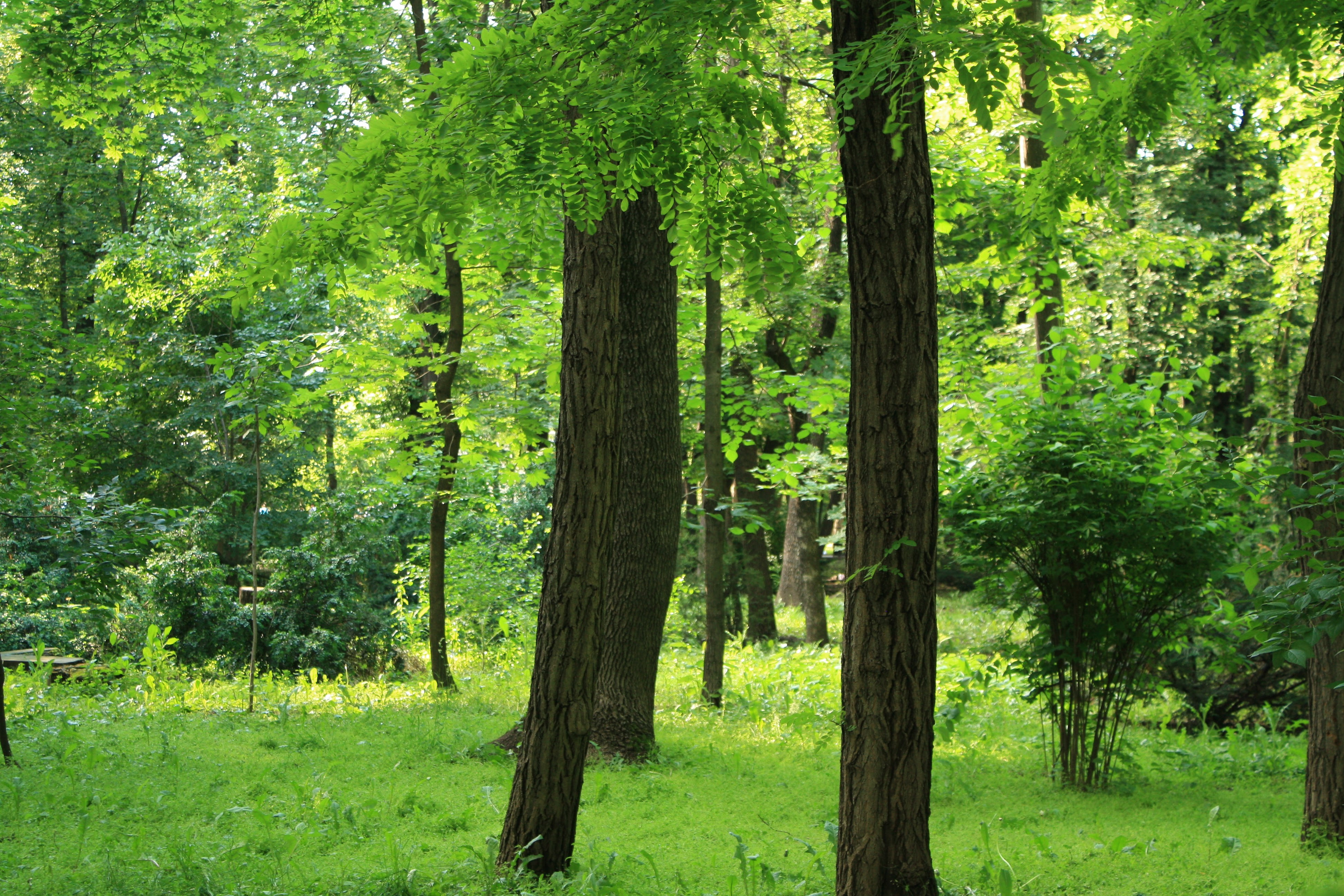
Plantații eclectice în centrul parcului

Fondul arboricol din Parcul Copou joacă un rol important în moderarea temperaturilor extreme și atenuează variațiile de temperatură diurne și sezoniere. În sezonul cald, temperatura medie a aerului este cu 2-3,5 grade Celsius mai scăzută în interiorul și în zonele limitrofe ale parcului, și cu 12-14 grade Celsius mai scăzută decât temperatura construcțiilor și suprafețelor betonate și asfaltate. În parcelele cu umbră deasă, diferențele pot fi de până la 5 grade Celsius, în comparație cu porțiunile umbrite doar de clădiri. Noaptea, radiațiile termice infraroșii emise de suprafețele artificial insolate în timpul zilei sunt absorbite de arbori, rezultând într-o răcorire nocturnă mai accentuată.
Notabilă este și valoarea ecoprotectivă a sutelor de exemplare de Tilia tomentosa (tei argintii) din parc: „la 50 de ani, teiul (argintiu) încă manifestă o creștere activă, realizează anual un număr de peste 300.000 de frunze, însumând o suprafață verde de aproximativ 600 mp. Într-o zi de vară, acest tei mediu poate filtra 4.000-5.000 mc de aer, din care consumă aproximativ 9 kg dioxid de carbon și produce 6-7 kg oxigen. Sub coroana teiului temperatura aerului este mai mică cu 3-4 grade C, datorită albedoului de 20% al frunzișul (acesta reflectă o parte din radiația solară), iar aerul este mai umed, datorită transpirației arborelui. Cele 300.000 de frunze tomentoase, cu peri stelați, inclusiv pe pețiol, pot reține cantități importante de praf, care apoi este spălat de ploi și ajunge pe sol. În privința acestei însușiri, teiul este pe locul 3, după stejar și ulm”. De asemenea, teii emit fitocide, substanțe organice complexe de autoapărare împotriva microorganismelor și a insectelor, care distrug inclusiv bacilul tuberculozei, agentul dizenteriei și al unor afecțiuni pulmonare.

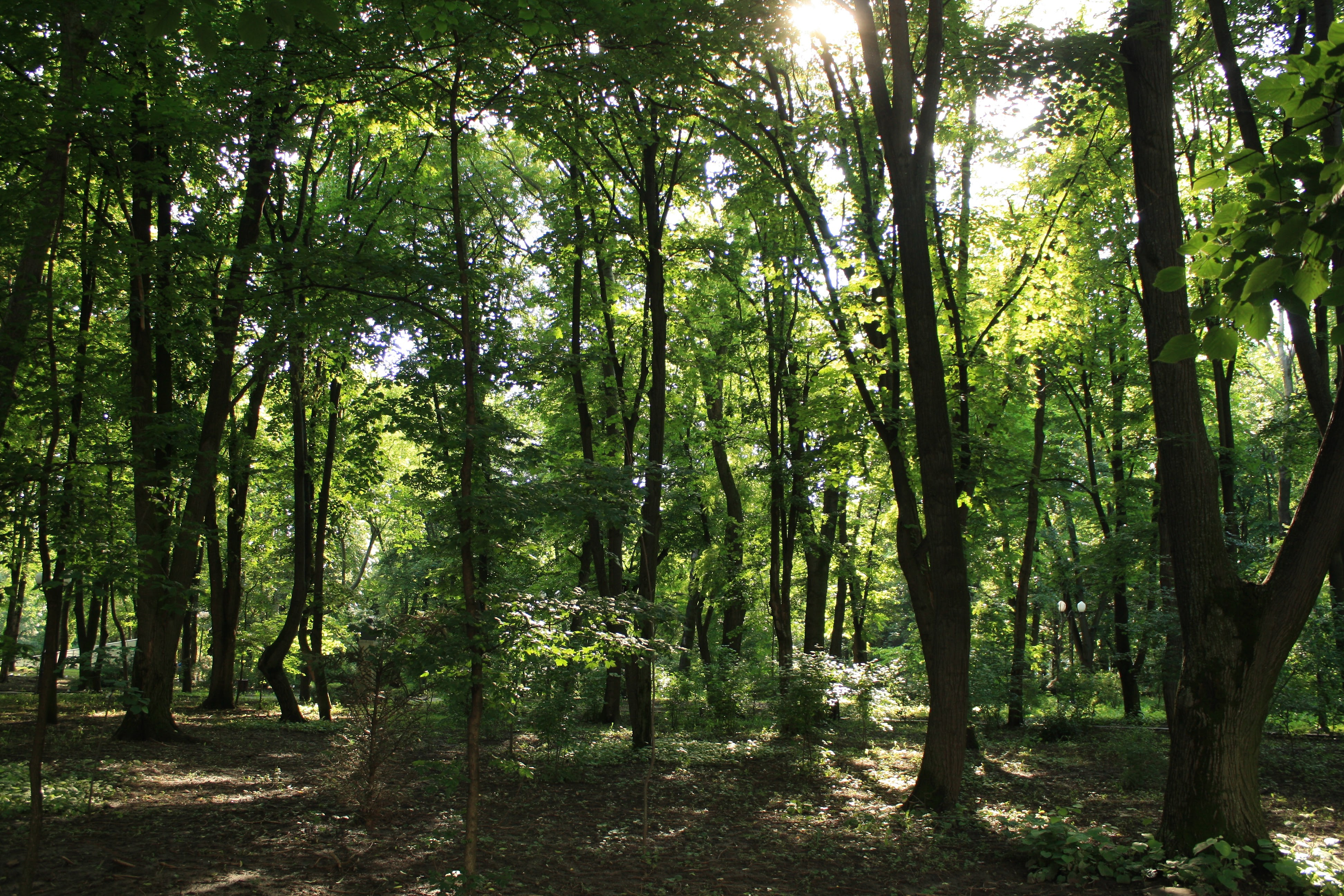
Plantații masive în Parcul Copou

Pe lângă creșterea umidității relative a aerului înconjurător, vegetația parcului influențează favorabil microclimatul urban în general poluat  al orașului Iași, prin stimularea schimburilor de aer și dispersarea particulelor în suspensie. Acestea se depun în principal pe frunze, mai ales dacă acestea sunt pubescente sau tomentoase, cu nervuri secundare sau terțiare proeminente, secreții zaharoase ori canale rezinifere. Vegetația parcului a fost estimată să rețină circa 600 kilograme / hectar / an de pulberi fine. Din acest motiv, arborii și arbuștii (în special Morus alba, Robinia pendula inermis, Picea abies, Betula pendula, Maclura aurantiaca, Prunus avium) suferă la rândul lor, fiind afectați de o reducere a capacității de fotosinteză și devenind mai sensibili la secetă, agresiuni antropice și dăunători.
Plantația masivă din Copou contribuie, totodată, la reducerea poluării fonice urbane, dar și la scăderea vitezei vântului în interior, cu 30-60% la distanțe de 30-60 metri și cu o relativă anulare a vântului puternic la 120-200 metri distanță. De asemenea, arboretul masiv influențează favorabil atât retenția de CO2 și eliberarea de oxigen, cât și ionizarea atmosferei. Vegetația mai are un rol pedogenetic important, regenerând și fertilizând solul. Pe lângă aportul de materie organică, rădăcinile arborilor contribuie la creșterea porozității acestuia, la mărirea capacității de sedimentare și filtrare a solului, precum și la creșterea biodiversității și a retenției hidrice a terenului.

## Activități culturale și turistice asociate
Spațiile verzi ale Parcului Copou contribuie la atragerea unui flux suplimentar de turiști, care se alătură localnicilor și studenților, contribuind la ridicarea valorii urbanistice a zonei. Aleile parcului sunt accesibile gratuit publicului larg la orice oră, iar pe lângă colecțiile permanente ale Muzeului „Mihai Eminescu”, vizitatorii se mai pot bucura de recitaluri de poezie, expoziții de fotografie și alte evenimente culturale similare organizate de Casa de Cultură „Mihai Ursachi”. În fiecare iunie parcul găzduiește Târgul Național de Ceramică „Cucuteni”, care adună meșteri olari din toată țara.
Începând cu iunie 2015 parcul a devenit o destinație principală pentru activitățile culturale desfășurate în cadrul Festivalul Florilor de Tei din Iași, eveniment lansat cu sprijinul primăriei în urma incidentului tăierii teilor de pe bulevardul central al orașului, în februarie 2013.
Cercetașii României organizează anual în parc „Festivalul Luminii”.

Detalii
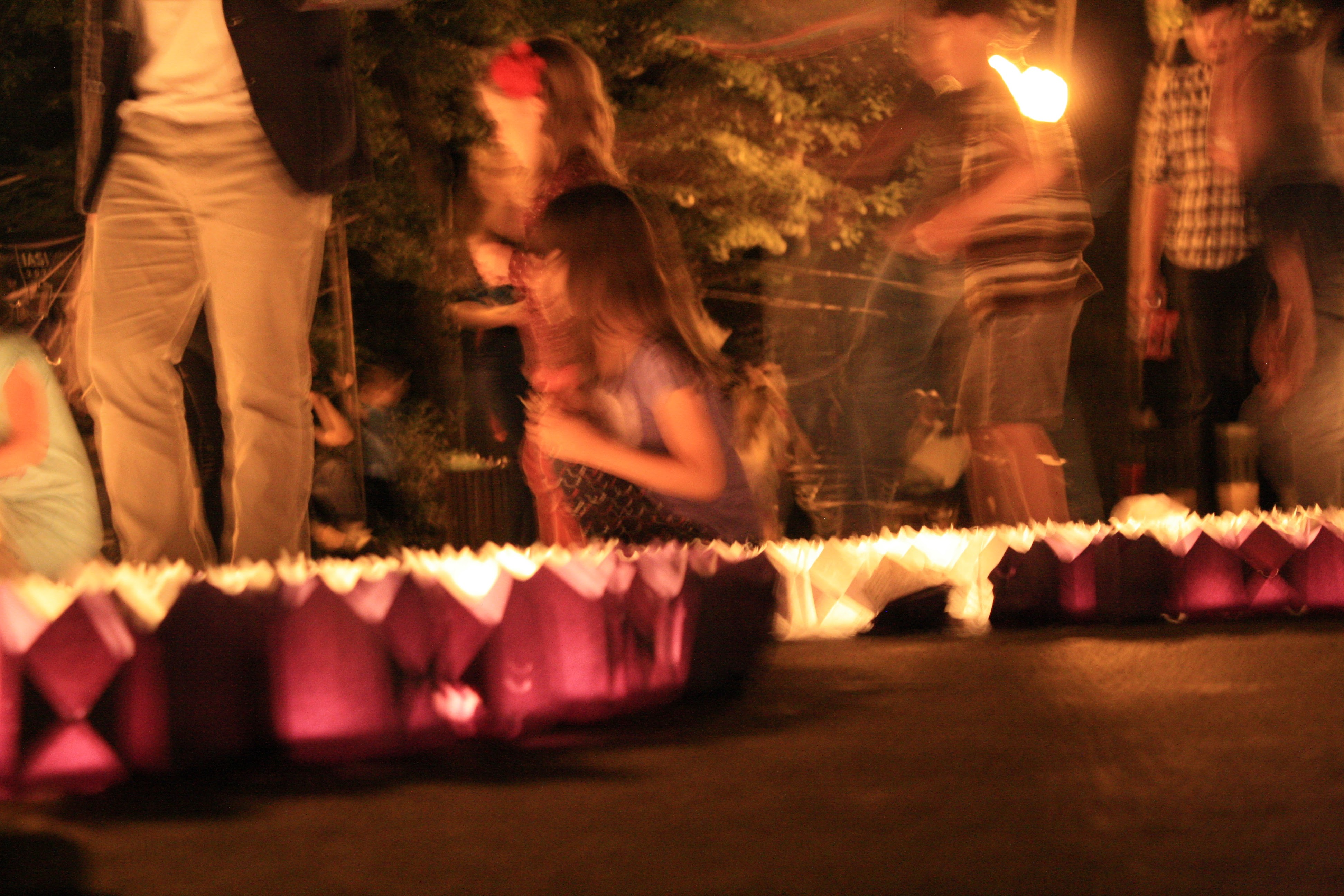
Festivalul Luminii (2016)
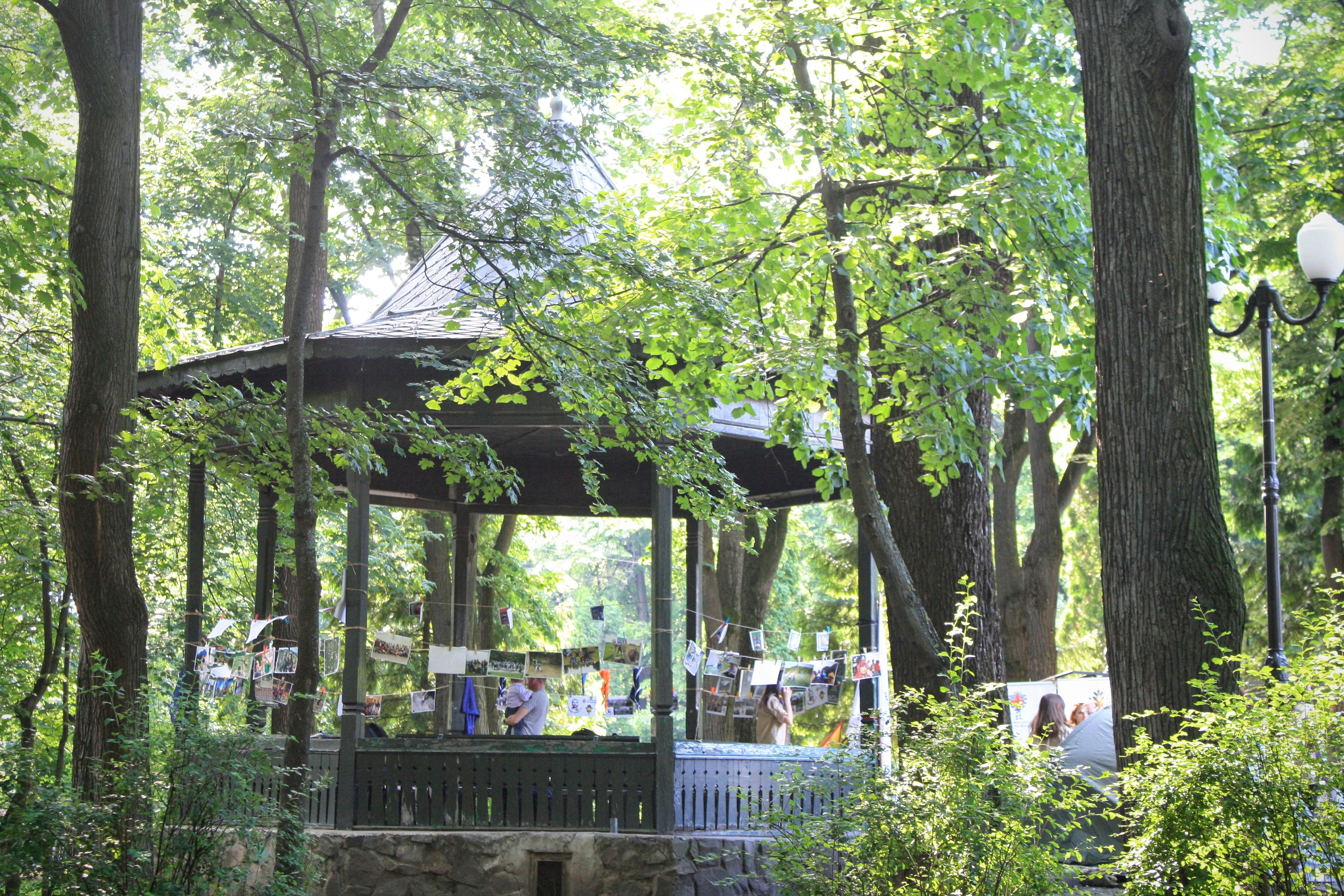
Foișorul turcesc
Muzeul „Mihai Eminescu” (vedere din față)

## Prezențe în literatură
Parcul Copou este dominat de tei, ale căror flori sunt la rândul lor un simbol recurent în poezia eminesciană, în texte precum Floare de tei („Floare de tei, / Cât de curând te treci / Ochilor mei lucind / Te-i arăta pe veci.”) sau Povestea teiului („Dar prin codri ea pătrunde / Lângă teiul vechi și sfânt, / Ce cu flori pân-în pământ / Un izvor vrăjit ascunde.”)
Grădina este prezentă și în literatura contemporană, de exemplu în opera Florinei Ilis: „Pe o bancă, în Parcul Copou, sub un tei, poetul îi recită doamnei Miclea poezia Venere și Madonă. Când ajunge la versurile: Suflete, de-ai fi chiar demon, tu ești sfântă prin iubire / Și ador pe acest demon cu ochi mari cu părul blond, doamna Miclea începe să plângă (Eminescu o vede cum își șterge cu o batistă fină și brodată ochii umeziți de lacrimi)”. Grădina mai apare în proza lui Cătălin Mihuleac - „Golda întoarce capul. E mai rău ca în Iași. Ruine și iar ruine; chiar și lângă spital e o clădire distrusă de bombe. ... Parcul Wäringer, la câteva străduțe mai la deal. Ah, iar se apucă amintirile de boscorodit! Nu, proastelor, nu seamănă cu Parcul Copou din Iași ... Nu are voie să semene. Ăla e un trecut de care ea nu mai are trebuință” - dar și în memoriile lui Jeffrey Gorney, care descrie parcul ca un loc „verde și grațios ... unde strău-unchiul Victor avea o berărie de vară; unde bunicii mei și prietenii lor veneau să vadă și să fie văzuți; unde rândurile de becuri aprindeau noaptea cu veselie; și unde vinul și berea curgeau libere, iar râsetele se împleteau cu sunetul viorilor și al acordeoanelor”.